# Mosteiro da Batalha
O Mosteiro de Santa Maria da Vitória, mais conhecido como Mosteiro da Batalha é um antigo mosteiro dominicano situado na vila de Batalha, no distrito de Leiria e no Centro de Portugal, província histórica da Beira Litoral e é um exemplar do Gótico flamejante em Portugal.
Foi mandado edificar em 1386 pelo rei D. João I de Portugal como agradecimento à Virgem Maria pela vitória contra os rivais castelhanos na batalha de Aljubarrota. Este mosteiro da Ordem de São Domingos foi construído ao longo de dois séculos até cerca de 1563, durante o reinado de sete reis de Portugal, embora desde 1388 já ali vivessem os primeiros frades dominicanos. 
Exemplo da arquitectura gótica tardia portuguesa, ou estilo manuelino, é considerado património mundial pela UNESCO, e em 7 de Julho de 2007 foi eleito como uma das Sete Maravilhas de Portugal. Está classificado como Monumento Nacional desde 1910.
Tem, desde 2016, o estatuto de Panteão Nacional.
O Mosteiro da Batalha é um dos monumentos mais visitados em Portugal. Em 2022, registou 288.386 entradas.

## História
No arranque das obras do Mosteiro da Batalha foi construído um pequeno templo, cujos vestígios eram ainda visíveis no princípio do século XIX. Era nesta edificação ― Santa Maria-a-Velha, também conhecida por Igreja Velha ― que se celebrava missa, dando apoio aos operários do estaleiro. Tratava-se de uma obra pobre, feita com escassos recursos.
Em traços esquemáticos conhece-se a evolução do estaleiro propriamente dito e o grau de avanço das obras. Sabe-se que ao projecto inicial corresponde a igreja, o claustro e as dependências monásticas inerentes, como a Sala do Capítulo, sacristia, refeitório e anexos. É um modelo que se assemelha ao adoptado, em termos de orgânica interna, pelo grande mosteiro alcobacense.
A capela do Fundador, capela funerária, foi acrescentada a este projecto inicial pelo próprio rei D. João I, o mesmo acontecendo com a rotunda funerária conhecida por Capelas Imperfeitas, da iniciativa do rei D. Duarte.
O claustro menor e dependências adjacentes, ficaria a dever-se à iniciativa do rei D. Afonso V, sendo de notar o desinteresse de D. João II pela edificação. Voltaria a receber os favores reais com D. Manuel I, mas somente até 1516 ou 1517, ou seja, até à sua decisão em favorecer decididamente a fábrica do Mosteiro dos Jerónimos.

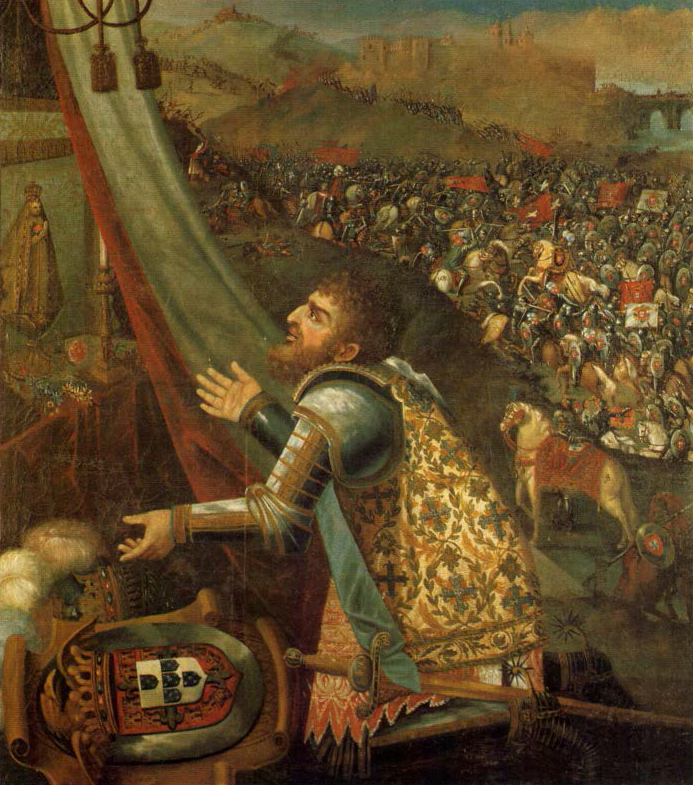
Voto de D. João I a Nossa Senhora da Oliveira na Batalha de Aljubarrota.

O Mosteiro foi restaurado no século XIX, sob a direcção de Luís Mouzinho de Albuquerque, de acordo com a traça de Thomas Pitt, viajante inglês que estivera em Portugal nos fins do século XVIII, e que dera a conhecer por toda a Europa o mosteiro através das suas gravuras. Neste restauro, o Mosteiro sofreu transformações mais ou menos profundas, designadamente pela destruição de dois claustros, junto das Capelas Imperfeitas e, num quadro de extinção das ordens religiosas em Portugal, pela remoção total dos símbolos religiosos, procurando tornar o Mosteiro num símbolo glorioso da Dinastia de Avis e, sobretudo, da sua primeira geração (a dita Ínclita Geração de Camões). Data dessa altura a actual configuração da Capela do Fundador e a vulgarização do termo Mosteiro da Batalha (celebrando Aljubarrota) em detrimento de Santa Maria da Vitória, numa tentativa de erradicar definitivamente as designações que lembrassem o passado religioso do edifício.

### Panteão Nacional
Em 2016, o Mosteiro de Santa Maria da Vitória, na Batalha, passou a ter o estatuto de Panteão Nacional, sem prejuízo da prática do culto religioso, juntamente com o Mosteiro dos Jerónimos (Lisboa) à semelhança do que aconteceu em 2003 com o Mosteiro de Santa Cruz (Coimbra) relativamente ao Panteão Nacional original desde 1966 na Igreja de Santa Engrácia (Lisboa).
No Mosteiro da Batalha estão sepultados o rei D. João I, a rainha D. Filipa de Lencastre, e alguns dos seus filhos (o infante D. Henrique, o infante D. João, a infanta D. Isabel e o infante D. Fernando), tal como três outros reis (D. Afonso V, D. João II, D. Duarte) e o Soldado Desconhecido.

## Arquitectura

### Arquitectos[11]
1. Afonso Domingues (período: 1388 a 1402?) é o primeiro mestre de que há notícia (já depois da sua morte, foi citado em documentos como "mestre da obra do mosteiro"). Deve-se a este arquitecto a concepção e a traça geral do complexo monástico, que compreendia a igreja, a sacristia, o claustro e as dependências conventuais, como a Sala do capítulo, o dormitório, a cozinha e o refeitório. Nos 14 anos em que Domingues trabalhou nas obras do mosteiro, conseguiu erguer grande parte da igreja, a sacristia e duas alas do claustro, iniciando ainda a Sala do Capítulo.[12]
2. David Huguet (1402? a 1438), mestre de origem incerta (inglês?), findou o labor de Afonso Domingues, arquitecto com o qual já trabalhara, perfazendo a igreja, as dependências monásticas e o pórtico principal. Huguet interveio na obra seguindo um estilo distinto do seu predecessor, introduzindo fórmulas arquitectónicas e decorativas inovadoras, notável nas decorações de colunas e, sobretudo, na famosa abóbada da Sala do Capítulo, eternizada por Alexandre Herculano. Toda a igreja já estaria terminada em 1426, segundo o que se pode depreender do testamento de D. João I escrito nesse ano e da presença da pedra de armas desse mesmo monarca no fecho da abóbada do Capítulo. A Huguet deve-se ainda a planificação radical da Capela do Fundador e das Capelas Imperfeitas — a primeira, desejo de D. João, foi totalmente construída (ca. 1425 a 1434); as segundas, encomenda de D. Duarte, e com idêntico fim de panteão familiar, estão, como diz o nome, imperfeitas (inacabadas).[13]
3. Martim Vasques (1438 a 1448?), aparelhador de Huguet, sucedeu-lhe como mestre-de-obras. Durante o seu período de chefia, aproximadamente durante a regência de D. Pedro, não executou obra de grande valor, limitando-se a concluir trabalhos nas dependências conventuais.[14]
4. Fernão d'Évora (1448 a 1477), sobrinho de Vasques, coordena as obras no reinado de D. Afonso V. Évora construiu o segundo claustro do mosteiro, conhecido como claustro afonsino, o qual concebeu segundo um novo estilo (gótico franciscano), muito mais sóbrio e despojado que o estilo motivo e flamejante de Huguet.[15]
5. Mestre Guilherme (1477 a 1480), sobre cuja obra pouco se sabe.
6. Mateus Fernandes I (1480) sucedeu a Guilherme e foi destituído em Agosto do mesmo ano. [vide 9]
7. João Rodrigues (1480 a 1485?), mestre vidreiro, era uma pessoa influente e merecedora de confiança do rei. Porém, não passou muito tempo à frente dos projectos. Depois dos cerca de cinco anos na Batalha, terá ido chefiar as obras dos Paços de Sintra.
8. João de Arruda (1485? a 1490?), sobre o qual também pouco se sabe a não ser que trabalhou em Évora e que terá sido sepultado na Igreja de Santa Maria-a-Velha da Batalha, demolida na década de 1960[16].
9. Mateus Fernandes I (1490? a 1515), genro do Mestre Guilherme, voltou a dirigir as obras e lá ficou até à sua morte, encontrando-se hoje sepultado à entrada da nave, reflectindo um prestígio sem igual. Mateus Fernandes foi dos mestres mais importantes da Batalha, trabalhando durante o reinado de D. Manuel I, sendo sido assim o introdutor do manuelino, estilo inspirado nos Descobrimentos. Deve-se a este mestre o segundo momento construtivo das Capelas Imperfeitas, que se mantiveram incompletas, bem como o magnificente portal de entrada (datado de 1509). Boytac, autor das primeiras traças dos Jerónimos, mesmo nunca tendo sido mestre de obras da Batalha, era mestre de obras do reino, e terá feito várias empreitadas, nomeadamente a do claustro, caracterizado pelas suas bandeiras e por um certo ambiente mourisco criado em volta da fonte, tudo num estilo contrastante com o de Fernandes.[17]
10. Mateus Fernandes II (1516 a 1528), filho do anterior, continuou as obras do pai, como de resto já tinha feito durante as ausências daquele.
11. João de Castilho (1528 a 1532), um dos grandes arquitectos portugueses e europeus do século XVI, caminha na direcção da Renascença, desenhando a varanda renascentista que sobrepuja o portal das Capelas Imperfeitas e a abóbada que as liga à igreja.[18]
12. Miguel de Arruda (1533 a 1563?), nomeado em 1548 Mestre das obras dos muros e das fortificações do reino, lugares d’Além e Índia por D. João III, teve actividade reduzida na Batalha. No entanto, deveu-se-lhe certamente o projecto de ampliação do convento para nascente, executado em meados dos séculos XVI. Incluía dois novos claustros e uma portaria, edifícios demolidos durante as intervenções de restauro na segunda metade do século XIX.[19]

## Áreas.

### Igreja
Pela grandiosidade da igreja (80 metros de comprimento, 22 de largura e 32,5 de altura), é fácil perceber a enorme importância que D. João I quis dar a todo o complexo do mosteiro. Esta zona central do monumento desenvolve-se em cruz latina, estando o braço longo dividido em três naves com oito tramos. O transepto é volumoso, impondo-se bastante por ter quase a altura da nave. A cabeceira estrutura-se em cinco capelas poligonais, sendo a capela-mor, ao centro, mais elevada e profunda.

### Capela-Mor
A capela-mor parece ser de acabamento posterior, com o seu arco triunfal acairelado, podendo igualmente considerar-se duas as fases de trabalho das capelas colaterais. Na zona das dependências claustrais é possível que os trabalhos tivessem avançado mais rapidamente do que no corpo do templo. As galerias norte e ocidental estariam já levantadas, mas foi Huguet quem terá dado acabamento às do lado sul e nascente (todas elas com sete tramos), respeitando porém o traçado anterior, com abóbadas em cruzaria de grandes chaves unidas por cadeia longitudinal, sem mísulas, descansando em finos colunelos de um e de outro lado das paredes.

### Sala do Capítulo

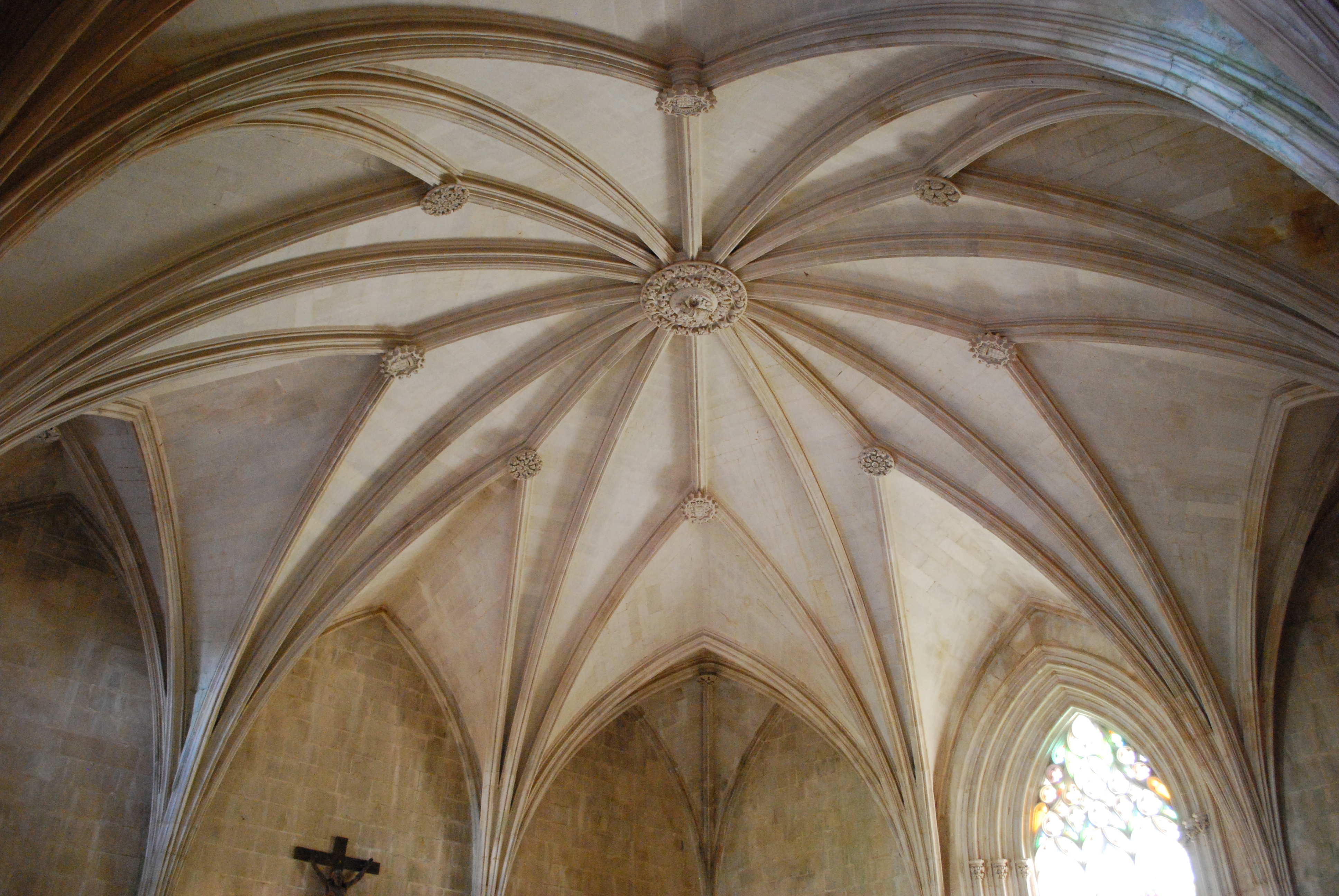
Abóbada da Sala do Capítulo

Coube ao mesmo mestre Huguet finalizar a célebre Sala do Capítulo onde está hoje, desde 1921, permanentemente evocado o Túmulo do Soldado Desconhecido e herói português, alumiado pela “Chama da Pátria” do Lampadário Monumental, executada por Lourenço Chaves de Almeida e projectada pelo Mestre António Gonçalves.
A sua arquitectura, de planta quadrada, é coberta por uma abóbada de estrela de um só voo. Esta abóbada é, efectivamente, uma obra de notável técnica construtiva gótica, sendo formada por dezasseis nervuras radiais, oito lançadas das paredes, as restantes lançadas das chaves secundárias exteriores, convergindo para uma grande chave central de decoração vegetalista, desenvolvida em duas coroas. A face exterior desta sala, deitando para a galeria do claustro, é formada por um portal central de rasgamento profundo ― com cinco arquivoltas de fora e quatro do lado de dentro ―, o vão ornado por cogulhos radiantes. De cada lado abrem-se dois grandes vãos quebrados, preenchidos cada um deles por duas janelas geminadas com uma bandeira recortada e rendilhada segundo preceitos do gótico flamejante. São sobrepujadas por um óculo.
A sala capitular possui, ornamentação figurativa digna de registo: o programa dominante é mariológico, assinalando-se na janela sul virada para a crasta em dois capitéis, a representação de uma Anunciação, com a virgem à direita e o anjo à esquerda. Nossa Senhora segura uma vasilha com o seu braço direito ― tendo o colo ornado por um colar de pendentes em forma de mão (signos apotropaicos) ― e o anjo a típica filcatéria enrolada em torno do corpo.
Outro elemento iconográfico bastante conhecido, é a representação, numa das mísulas, do que se supõe ser, com bastante razão, o mestre pedreiro, em fórmula de retrato (é notoriamente individualizada a expressão do rosto). Vestido com traje de inícios do século XV, uma túnica cintada por faixa, chapéu de turbante traçado e pendente, segura na mão esquerda uma régua tendo a outra mão pousada no joelho direito.
A Sala do Capítulo foi capela funerária, recebendo, a partir de 1481, o túmulo de D. Afonso V e da mulher Isabel de Coimbra e, dez anos depois, o túmulo do neto, filho o príncipe Dom Afonso de Portugal, único descendente de D. João II. Em 1901 os restos mortais foram trasladados para a Capela do Fundador.

### Capela do Fundador

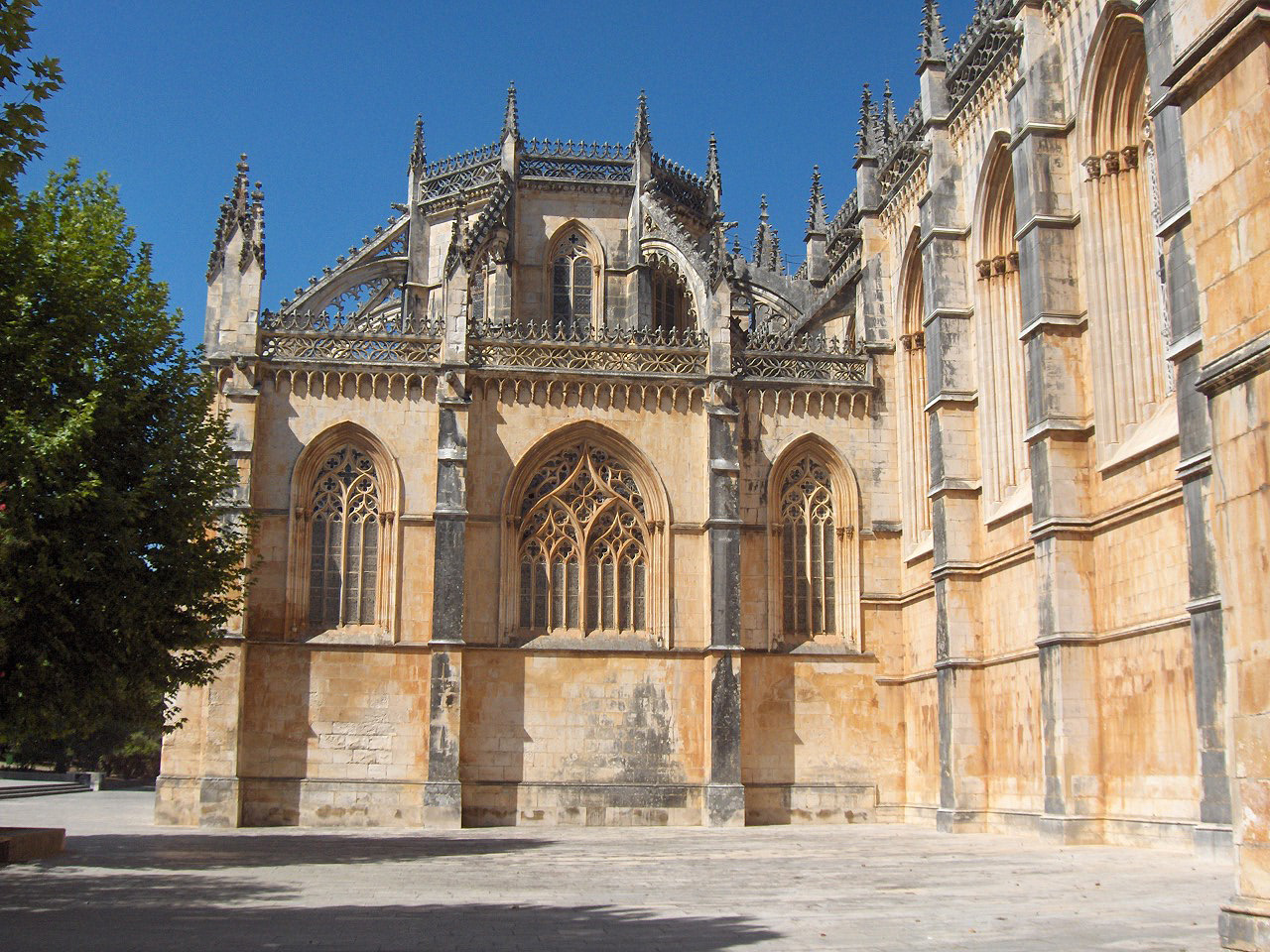
Capela do fundador

Um dos mais importantes edifícios adjacentes ao mosteiro e que marca indelevelmente o seu carácter «real», sendo bem esclarecedor quanto aos intentos envolvidos é, precisamente, a chamada Capela do Fundador. Trata-se de uma construção situada à direita do templo, encostada ao flanco exterior da nave sul, por onde se faz a entrada. Possui planta quadrada, na qual se inscreve ao centro um octógono, que se desenvolve em volume para cima, ao nível do seu segundo andar ― um octógono que funciona, também, como lanterna. Esta capela foi traçada por mestre Huguet e encontrava-se ainda em obras em 1426, sendo terminada pouco depois do falecimento do monarca, que para ali foi trasladado, juntamente com o corpo da rainha, um ano depois (1434).
Pelo exterior, impõe-se como uma massa homogénea acentuando a horizontalidade do frontispício do templo. Oferece três faces livres, cada uma das quais ritmada por dois contrafortes, e onde se rasgam três janelões, com o que fica a eixo mais largo do que os restantes. Em cima, salienta-se o exterior do octógono central de onde partem oito arcobotantes acailerados apoiados nos contrafortes exteriores, que se prolongam em Pegões pinaculados além do terraço. O conjunto é rematado por um friso de grilhagens flamejantes. Originalmente, o octógono era coroado por um grande coruchéu em agulha, que caiu com o terramoto de 1755.
No interior, a luz irrompe dos janelões da fachada e das frestas de dois lumes existentes em cada face do octógono central. É uma luz diáfana, que incide particularmente no centro do monumento, onde se ergue o mausoléu do rei e da rainha. A abóbada é complexa, formada por arcos cruzeiros que, partindo de baquetas embebidas nas paredes, entroncam em chaves centrais, a partir das quais as nervuras despejam o seu peso sobre as baquetas da face exterior do octógono central, compondo, desta forma, uma espécie de nave ou deambulatório.
O octógono propriamente dito, no centro do edifício, é formado por oito pilares compósitos, de colunas enfeixadas e abre-se através de oito arcos apontados com o intradorso ornado de cairéis trilobados. O seu interior é de «dois andares»: o inferior corresponde aos pilares e arcos, enquanto no andar superior se rasgam as janelas lanternárias. Também a abóbada deste corpo central é estrelada, com oito braços principais, oito terceletes e dezasseis nervuras secundárias, apoiadas em oito chaves radiais e uma chave central de grande diâmetro, mostrando o rendilhado, no meio da qual se inscrevem, em relevo, as armas reais. Nas paredes rasgam-se arcos sólidos que albergam os túmulos dos príncipes de Avis: D. Pedro, sua mulher e D. Fernando. Os túmulos dentro do nicho de volta quebrada com arquivolta exterior em contracurva, possuem frontais em relevo decorados com os brasões dos príncipes, enquadrados por ornamentação floral, sendo na sua totalidade um dos primeiros e mais profusos conjuntos de heráldica familiar de grande porte existente em Portugal, de acordo, aliás, com esquemas certamente importados de Inglaterra. Outros arcos sólidos vazios previam mais deposições tumulares, mas foram desaproveitados atendendo à decisão de D. Duarte em construir novo panteão, vindo a ser preenchidos somente em 1901.

### Panteão de D. Duarte

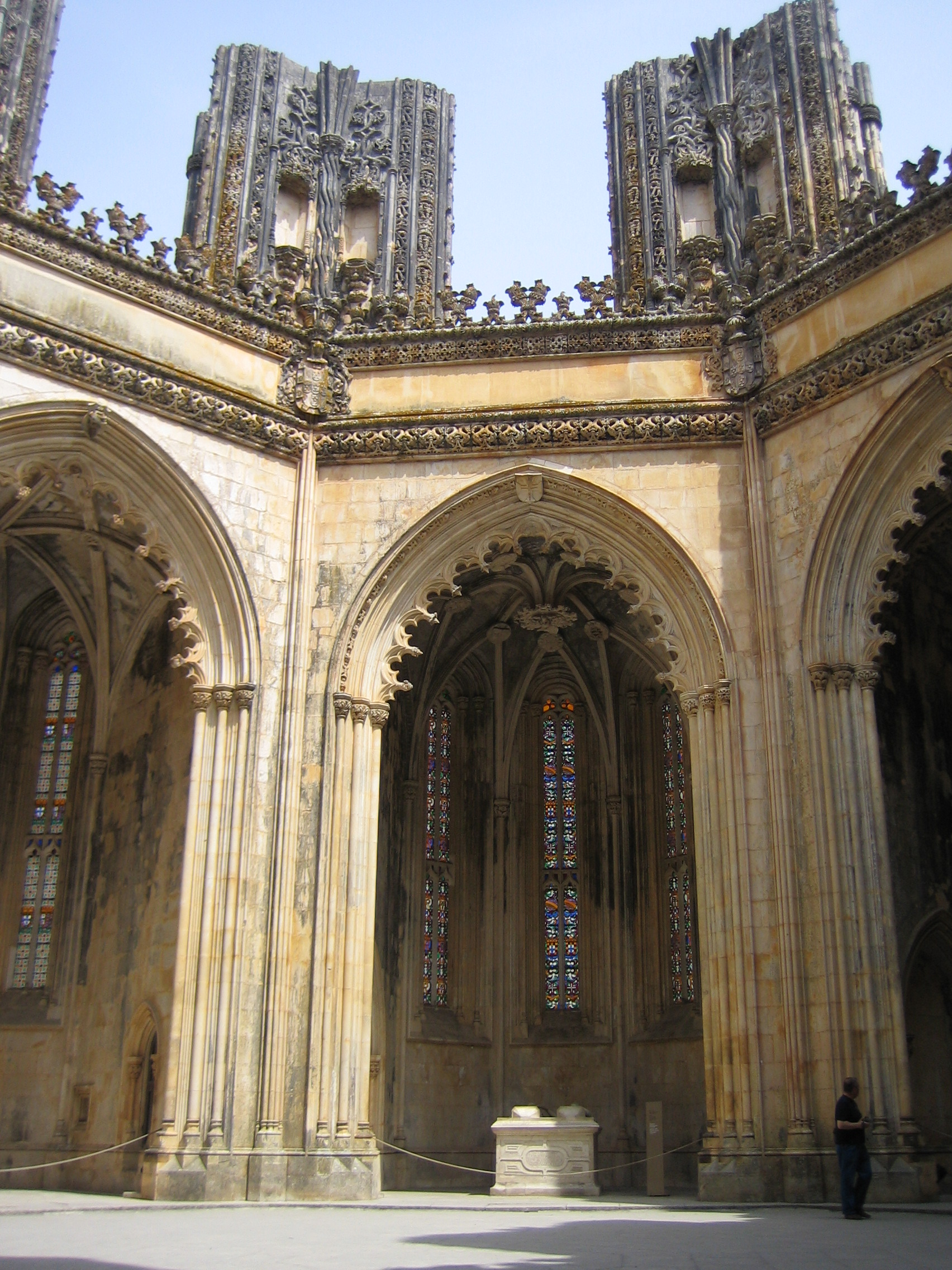
Capelas imperfeitas

O Panteão de D. Duarte, também conhecido por Capelas Imperfeitas, foi planeado tendo em conta uma leitura rigorosa do testamento de D. João I, optando aquele monarca por criar o seu próprio espaço funerário. Assim, D. Duarte deu início à edificação de uma rotunda atrás da cabeceira. De qualquer modo, as obras, também conduzidas por Huguet, não foram terminadas, uma vez que a sua edificação terá começado sensivelmente em 1434, tendo o monarca falecido quatro anos depois, deixando-as incompletas. Mas o traçado estava certamente delineado e as obras dos reinados seguintes foram lentamente tentando rematar o edifício, tendo porém ficado por fazer o principal: o lançamento da grande abóbada central. Ao contrário do que se possa julgar, esta operação não levantaria grandes problemas técnicos visto que o vão a cobrir pouco maior era do que o existente na Sala do Capítulo.
Tratava-se, efectivamente, de um edifício com um corpo central octogonal e entrada a eixo (articulada com a cabeceira por um átrio abobadado), à volta do qual se dispunham sete capelas radiantes. Nascendo dos grandes maciços polistilos que conformam a estrutura, levantar-se-ia um corpo octogonal provido de grandes janelões, abobadado e devidamente escorado em arcobotantes, previsto para configurar um amplo espaço de planta centrada completamente unificado. As capelas existentes abrem-se para o recinto através de grandes arcos quebrados acairelados, possuindo cada uma delas um coro recto e um topo prismático de três faces, com um só janelão de dois lumes em cada face e cobertura de abóbada nervurada. Entre as capelas, servindo de reforço, abrem-se seis pequenas áreas de planta triangular, sem acesso, mais baixas que as capelas e decoradas exteriormente com um janelão.
Nas capelas foi dado um acabamento posterior e mais cuidado à que se destinava a receber o mausoléu de D. João II e D. Leonor, tendo as obras sido patrocinadas pela rainha. A data desta intervenção é difícil de determinar, podendo ser bastante tardia. De qualquer modo, a decoração deste trecho atinge proporções verdadeiramente assombrosas, sendo um exemplo único no gótico português. As nervuras são acaireladas, com nervos secundários de função apenas escultórica, mas com pequenas chaves em cúspide invertida, decoradas com motivos vegetalistas trepanados, sendo as chaves maiores rendilhadas, apresentando, por sua vez, as armas reais e o «corpo de empresa» de D. João II (o pelicano) e da Rainha D. Leonor (o camaroeiro).

### Refeitório
O Refeitório é coberto por abóbadas de berço quebrado de quatro tramos marcados por arcos torais e apoiada em mísulas sobre friso circundante.

### Claustro Real

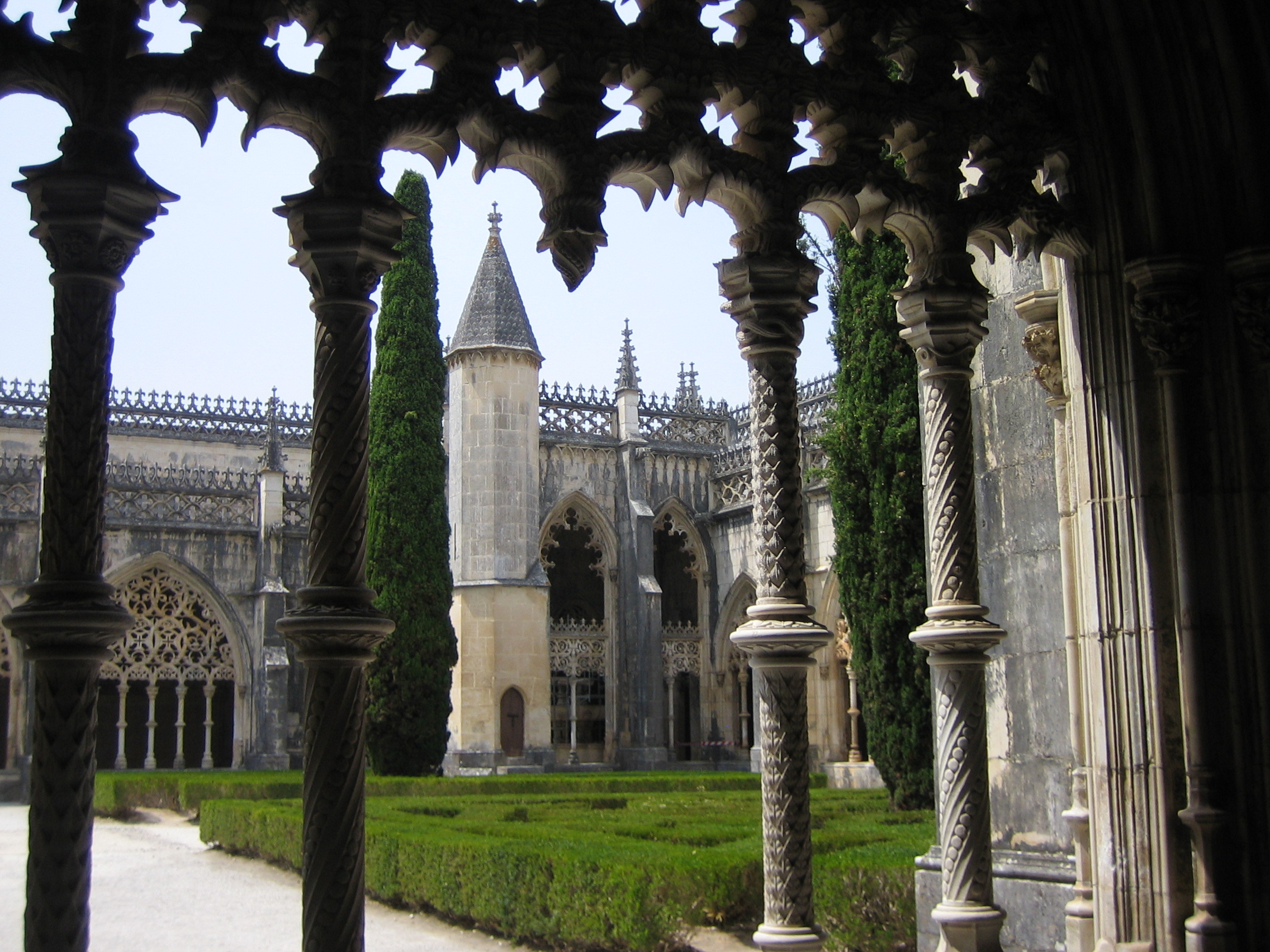
Claustro

O Claustro Real é de um só piso com sete tramos por ala, constituídos por arcos quebrados, de vãos dissemelhantes, com bandeiras rendilhadas apoiadas em colunelos esculpidos, entre contrafortes com ressaltos, rematados por pináculos piramidais. Tem galerias cobertas por abóbadas de cruzaria de ogivas com cadeia longitudinal, assentes em meias-colunas fasciculadas com capitéis vegetalistas em dois andares, e remate em platibanda rendilhada com flores-de-liz. No cunhal, foi edificado um torreão octogonal de remate piramidal. No interior, encontra-se uma fonte com bacia lobulada e duas taças polilobadas escalonadas, a primeira com máscaras semi-vegetalistas. Tem uma cobertura em abóbada de cruzaria de ogivas com cadeia, apoiada em pilares fasciculados.

### Claustro D. Afonso V
O Claustro D. Afonso V tem dois pisos, o primeiro de sete tramos por ala marcados por contrafortes entre arcos duplos quebrados assentes em colunas facetadas grupadas transversalmente sobre murete. Tem galerias abobadadas de cruzaria de ogivas com arcos torais robustos, apoiadas em mísulas cónicas lisas. O segundo piso tem um alpendre assente em colunas prismáticas sobre parapeito e contrafortes diagonais que sobem até ao beiral.
A importância do estaleiro da Batalha deu origem a outros estaleiros que reflectem as aportações do gótico tardio, quase sempre fruto do recrutamento de oficiais ou mestres secundários que fizeram ali o seu tirocínio.

## Gótico de Avis
Pelo exterior, o Mosteiro denuncia, igualmente, a intervenção de duas empreitadas. O portal sul do templo, claramente desenhado ainda por Afonso Domingues, denuncia esta simplicidade de processos. Este portal, aliás, é importante pelo que revela de apego aos traçados «portugueses»: dois contrafortes esguios (as proporções lembram o pequeno e singelo portal lateral da Igreja Matriz de Santiago do Cacém), enquadram um vão de quatro arquivoltas decoradas por relevos repetitivos em séries de arquinhos cegos. Os colunelos são providos de capiteis com decoração vegetalista em «dois andares». O espelho da porta é trilobado, com filetes que se entrecruzam. Quase certamente de acabamento posterior é o gablete triangular, muito agudo, decorado no extradorso por cogulhos e, à face, pela heráldica real (os escudos de D. Filipa e de D. João I, encimados pelo escudo do reino, todos com baldaquinos como coroamento).
Mas à empreitada de Huguet coube, também, desenhar a generalidade dos frontispícios transportando consigo uma nova linguagem arquitectónica, um outro gótico.

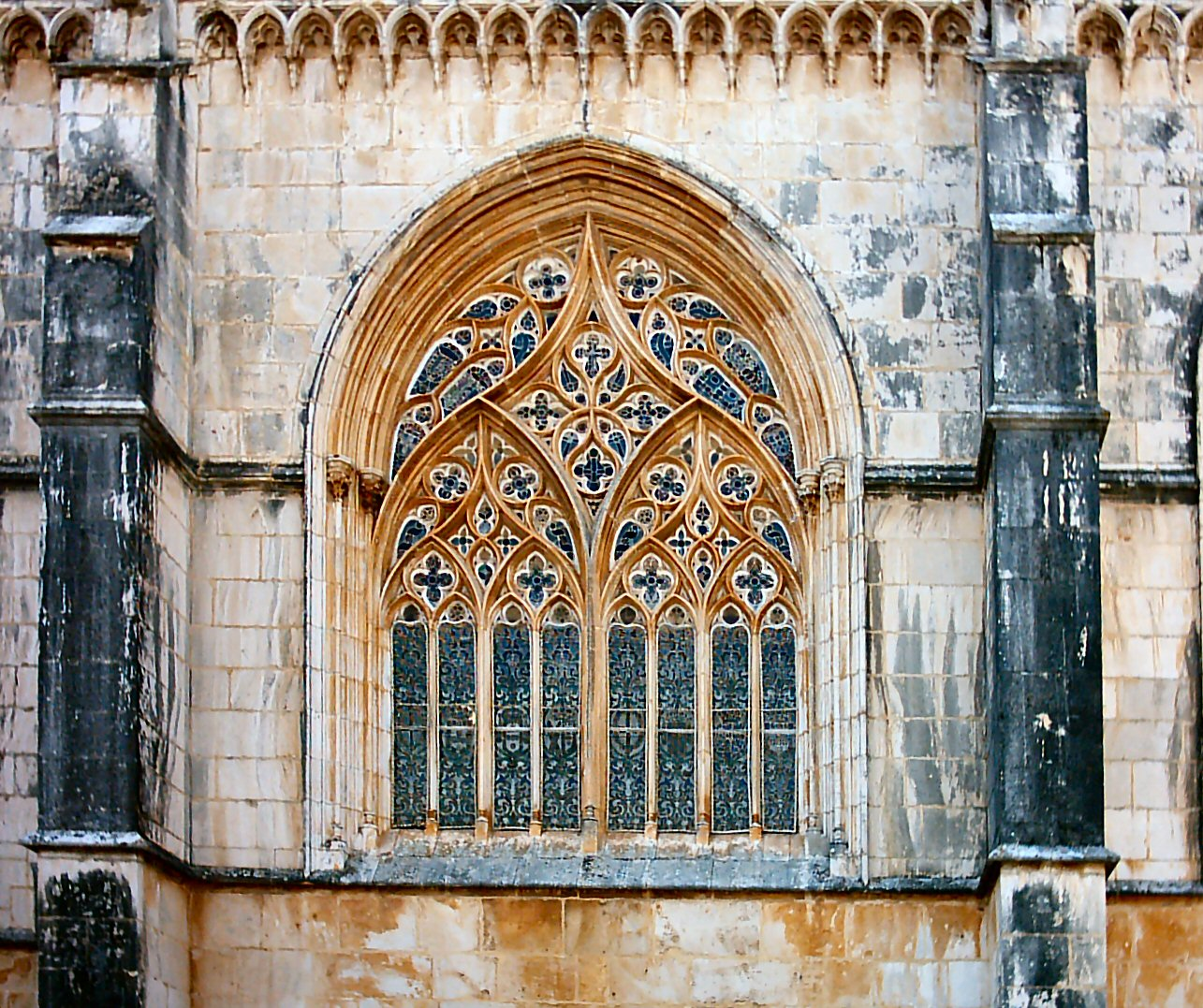
Janela com decoração rendilhada em traceria.

De facto não restam dúvidas que o Mosteiro da Batalha se passará a assumir como um depoimento de poder real e da autonomia de um reino. Sabe-se como foi necessário impor através do trato legal e diplomático o direito de D. João I ao trono. Sabe-se igualmente da oposição dos meios-irmãos de D. João e de sua sobrinha D. Beatriz às suas pretensões; e sabe-se até que ponto as relações com o reino vizinho eram problemáticas. O facto de D. João I mandar erguer um panteão para si e para a sua família é sinal desta mística dinástica sem precedentes. O Mosteiro da Batalha foi um projecto de legitimação de uma nova dinastia, a dinastia de Avis: daí a dimensão da obra ― sinal de capacidade financeira e de poder de realização.
Efectivamente, o Mosteiro da Batalha difere da restante arquitectura portuguesa e destaca-se na paisagem artística nacional com o seu sinal de mudança. A decoração, o remate e o acabamento, para além da opção final das empreitadas, já segundo esquemas daquilo a que se convencionou chamar gótico final, são os seus principais elementos distintivos. Alguns aspectos que distinguem este modo novo do gótico português da primeira dinastia são fáceis de enunciar, uma vez que, globalmente, o tratamento plástico e ornamental do exterior do edifício possui indicações valiosas quanto ao que viria a ser, a partir daqui, a orientação da arquitectura quatrocentista da fase pós-batalhina.
É dada imediatamente uma grande atenção à decoração das superfícies. Vale a pena anotar, a marcação «horizontal» das fachadas por pautas feitas de ressaltos (cornijas ou lacrimais), percorrendo todo o edifício; o preenchimento de todos os vãos ― janelas, frestas ― por rendilhados de recorte flamejante ― como no grande janelão de fachada que assim substitui a habitual rosácea. Vale a pena realçar a forma como as paredes (ou até os contrafortes) se animam através do jogo de claro-escuro de frisos de redes flamejantes ― por exemplo, os estiletes em relevo do alfiz ou da parede do janelão, as grilhagens dos terraços e os proporcionados pináculos floreados. Percebem-se, também, outros novos factores: a simplificação estrutural dos alçados; a complexidade dos suportes, dos pilares aos colunelos ― que se tornam cada vez mais finos e desmultiplicados, aparecendo as colunas finas e as baquetas; a desmultiplicação das molduras em alçado mostrando agora perfis variadíssimos no que se refere ao respectivo recorte e ao seu entrecruzamento; nestas, o aparecimento do arco contracurvado; o achatamento das abóbadas e o aparecimento de sistemas complexos de nervuras, desdobrando-se o número de chaves e terceletes (como nas abóbadas estreladas); o alastramento da decoração vegetalista mas só em pontos concentrados (como os capiteis); o retorno à figuração alegórica e narrativa (também em zonas concentradas); a exibição da arquitectura enquanto arquitectura, ou a sua abstracção, sendo casa suporte ou tema estrutural tratado como se fosse uma realidade em si, uma espécie de forma cristalina e mineral, e, sobretudo, a acentuação dramática do uso da heráldica.
A isto chama-se gótico final, querendo com isto designar um período em que os diversos modos de construção se regionalizam, independentemente dos arquitectos em causa serem de origens alógenas. Estes obedecem a encomendas determinadas por vontades políticas locais, exploram novos meios no estaleiro onde são chamados a trabalhar e libertam-se dos cânones mais correntes do gótico internacional, habitualmente dito «clássico».
Quanto à importância da heráldica, sabe-se que o disciplinamento do armorial português é certamente fruto da acção do rei D. João I, por motivos que igualmente se prendem com o exercício do poder, com a sua centralização e a chamada a si (e à Casa de Avis) de um esboço de poder concentrado, o que ia ao encontro das necessidades de legitimação. A importância concedida à heráldica no Mosteiro da Batalha (uma heráldica extremamente regrada, quer dizer, executada a preceito e sem concessões a qualquer tipo de incoerência de códigos) é, portanto, o ponto de arranque para um protagonismo simbólico do brasonário em obras posteriores, sendo isto visível no exterior do edifício (portal sul e portal axial) ou outras zonas de acabamento posterior.

## Planta
Legenda:
1. Portal gótico e janela manuelina
2. Igreja
3. Capela do Fundador
4. Sala do capítulo (Túmulo do Soldado Desconhecido)
5. Claustro Real
6. Lavabo
7. Antigo Refeitório (Museu das Oferendas ou Sala do Soldado Desconhecido)
8. Dormitório
9. Claustro de D. Afonso V
10. Porta Manuelina,
11. Capelas imperfeitas,
12. Túmulo de D. Duarte I e Leonora de Aragão.
13. Largo de D. João III,a ntiguo claustro em construção, arrasado.
14. Estátua equestre do Condestável Nuno Alvares Pereira.

## Galeria

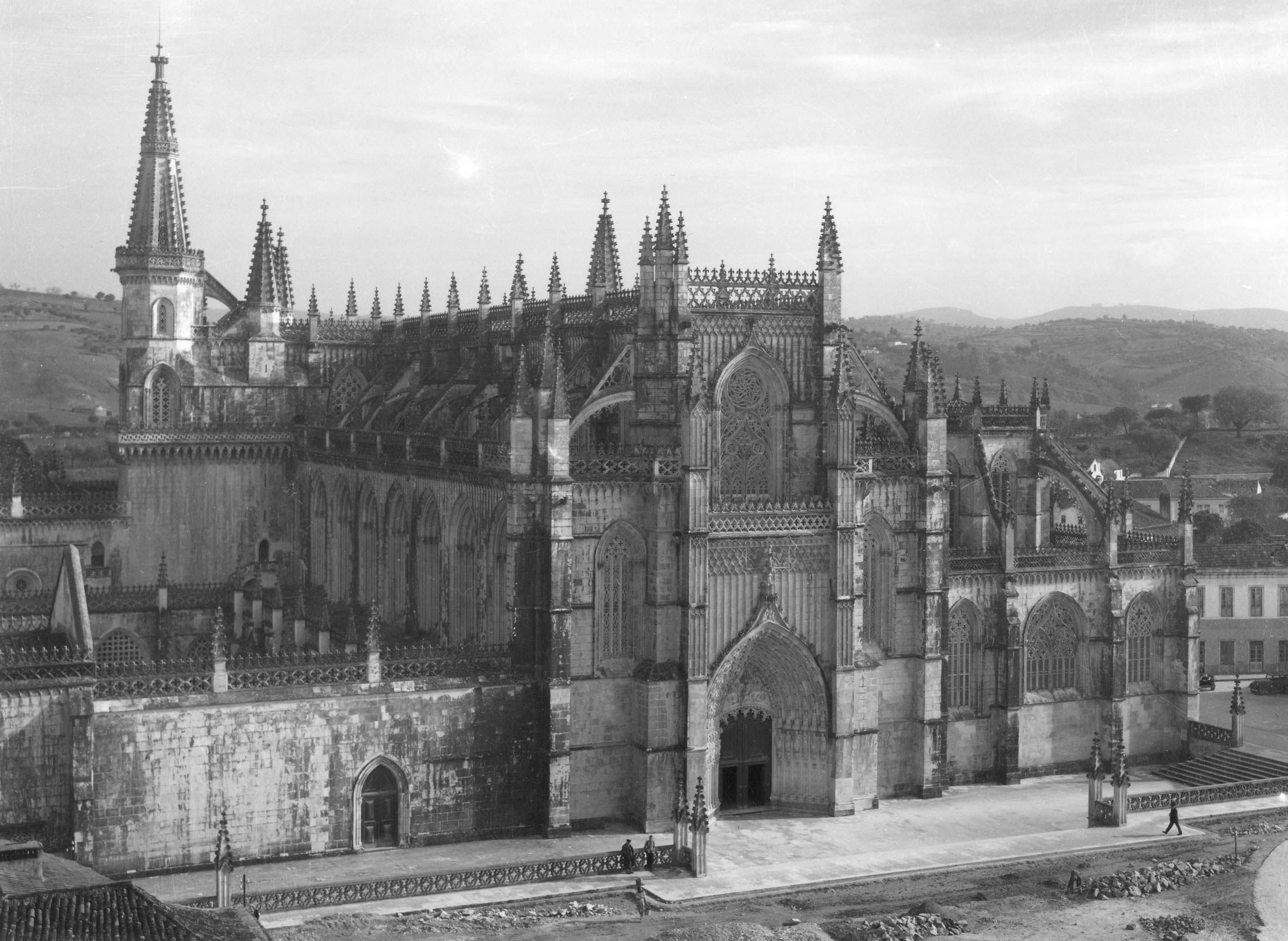
Fachada principal
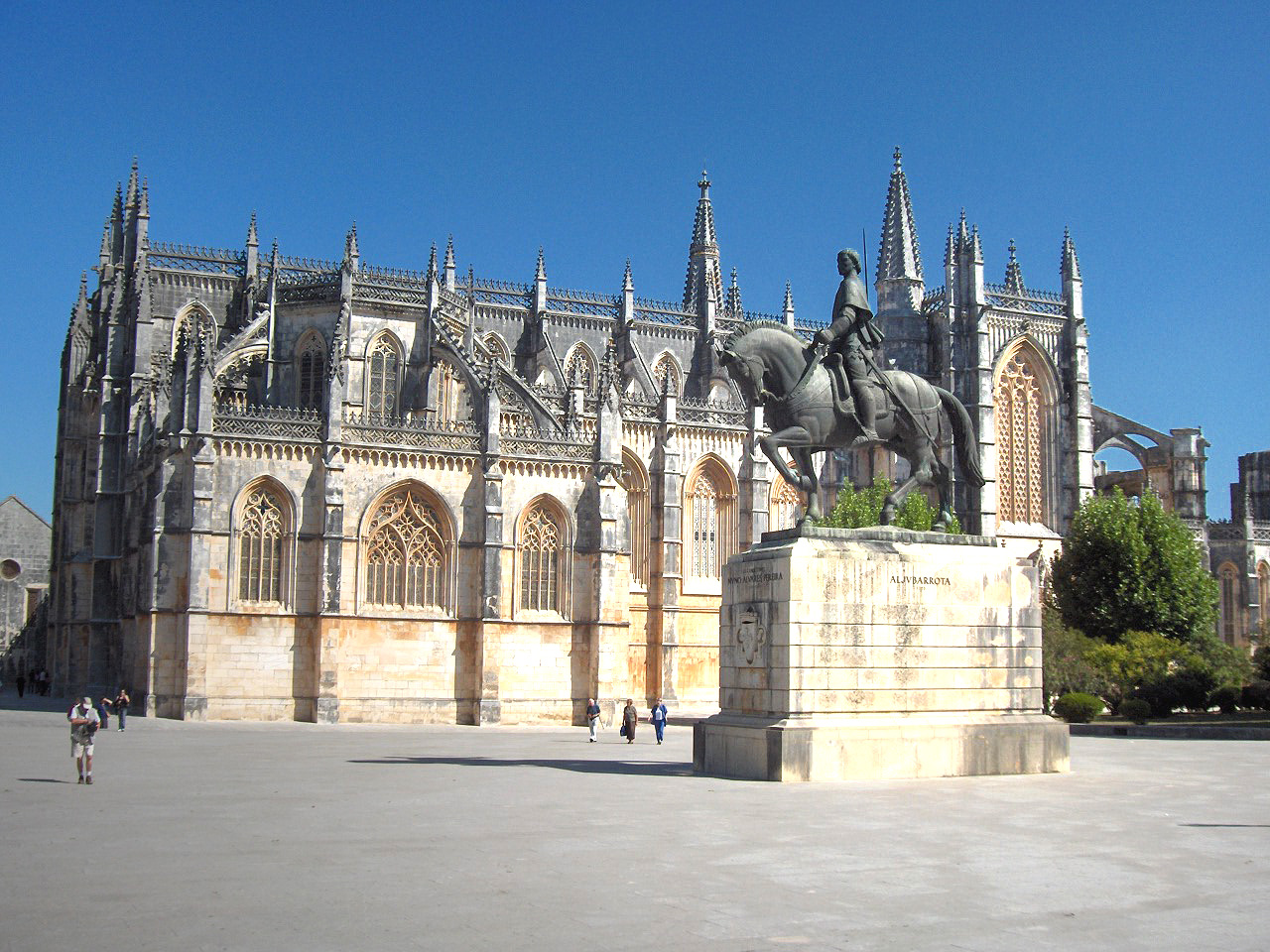
Vista lateral do monastério e a estátua de Nuno Álvares Pereira.
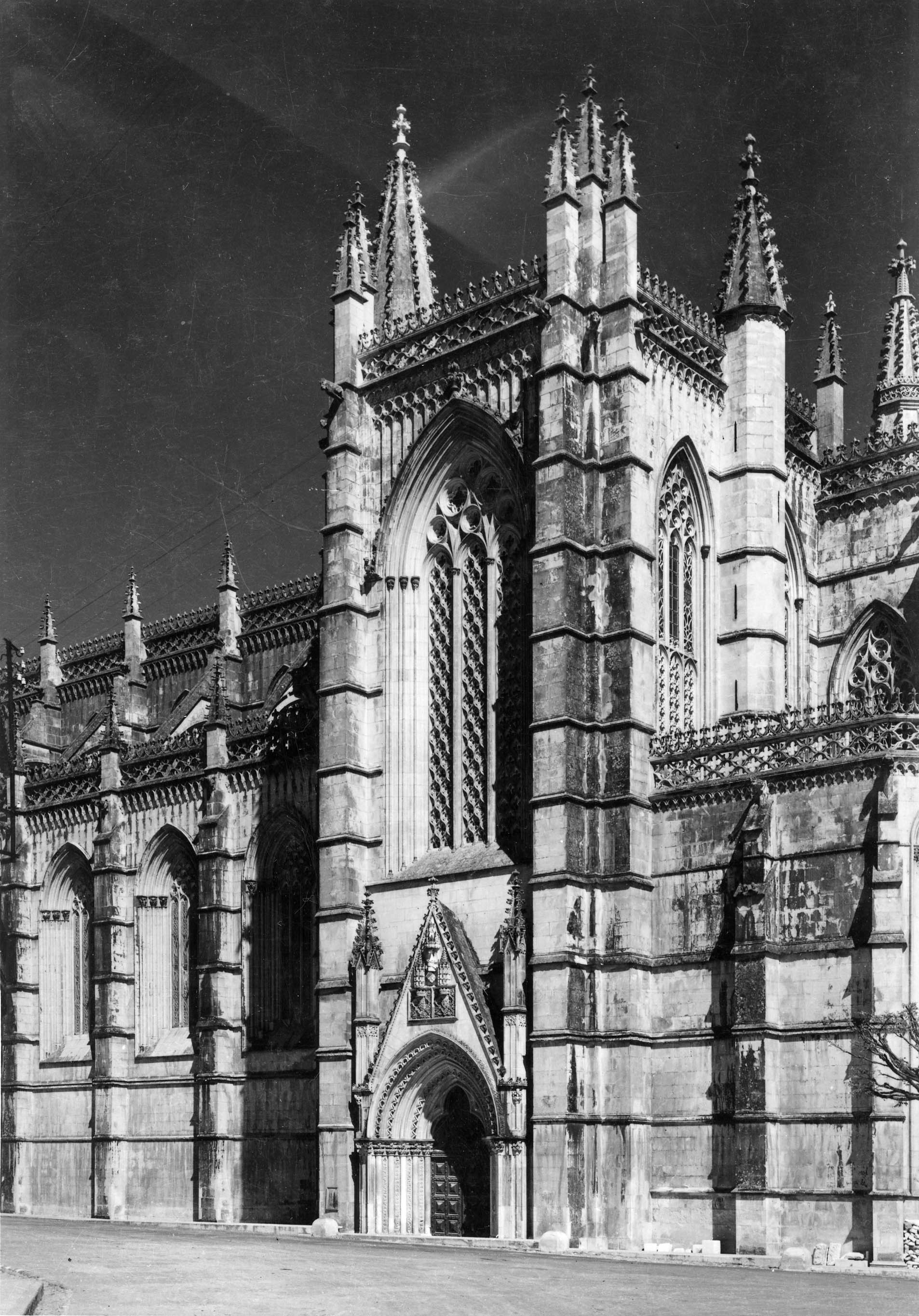
Portal do transepto
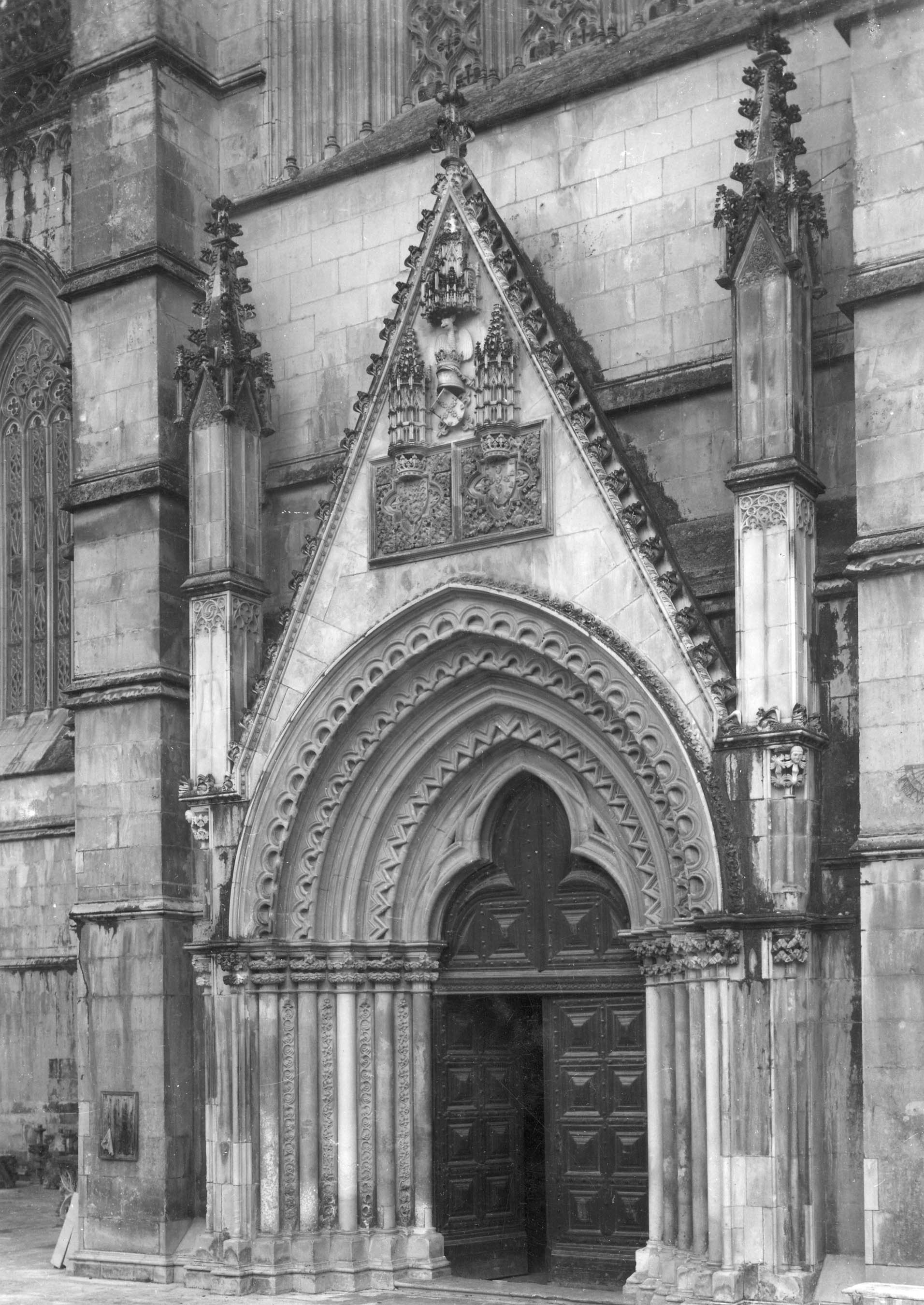
Portal do transepto
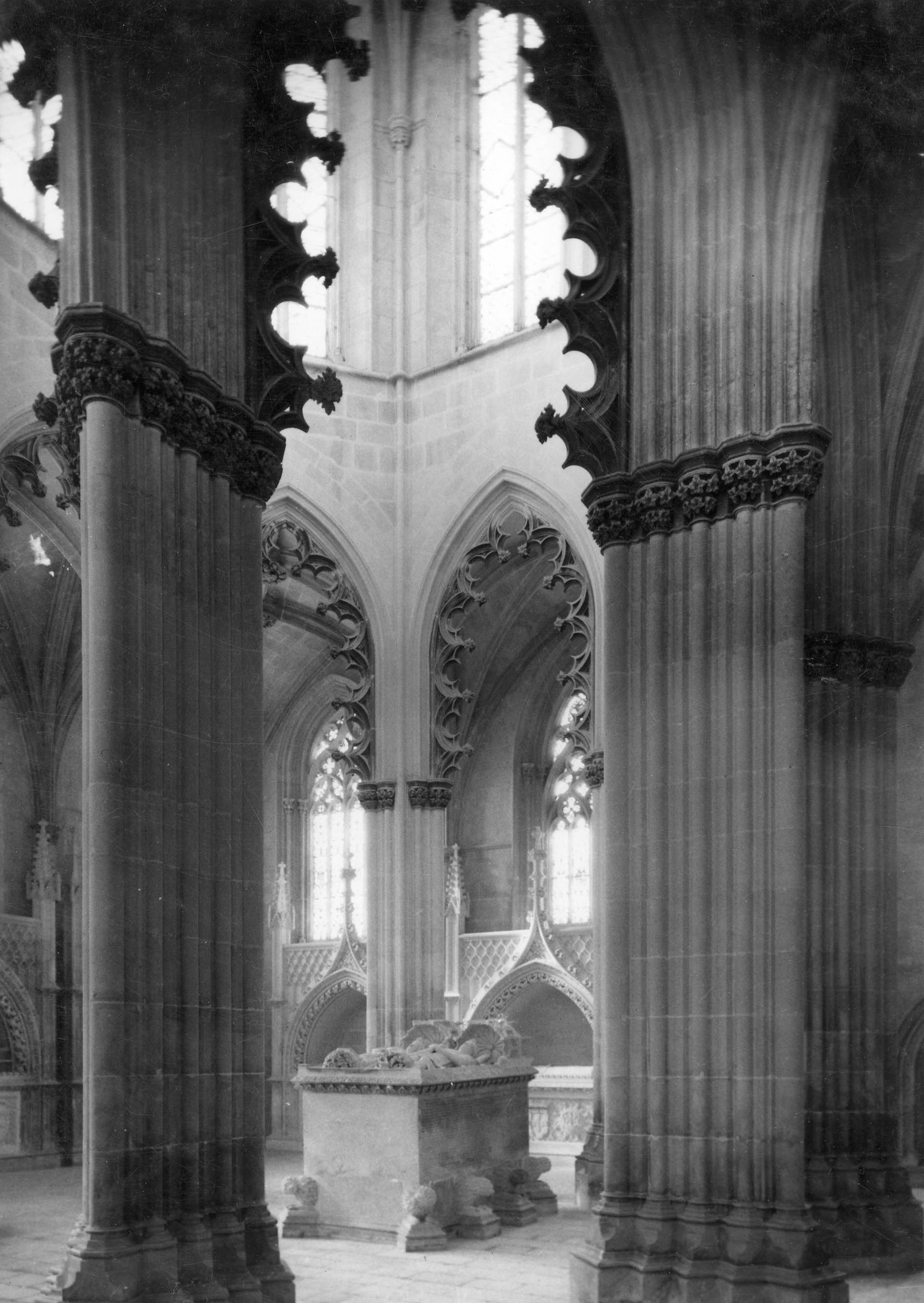
Capela do Fundador
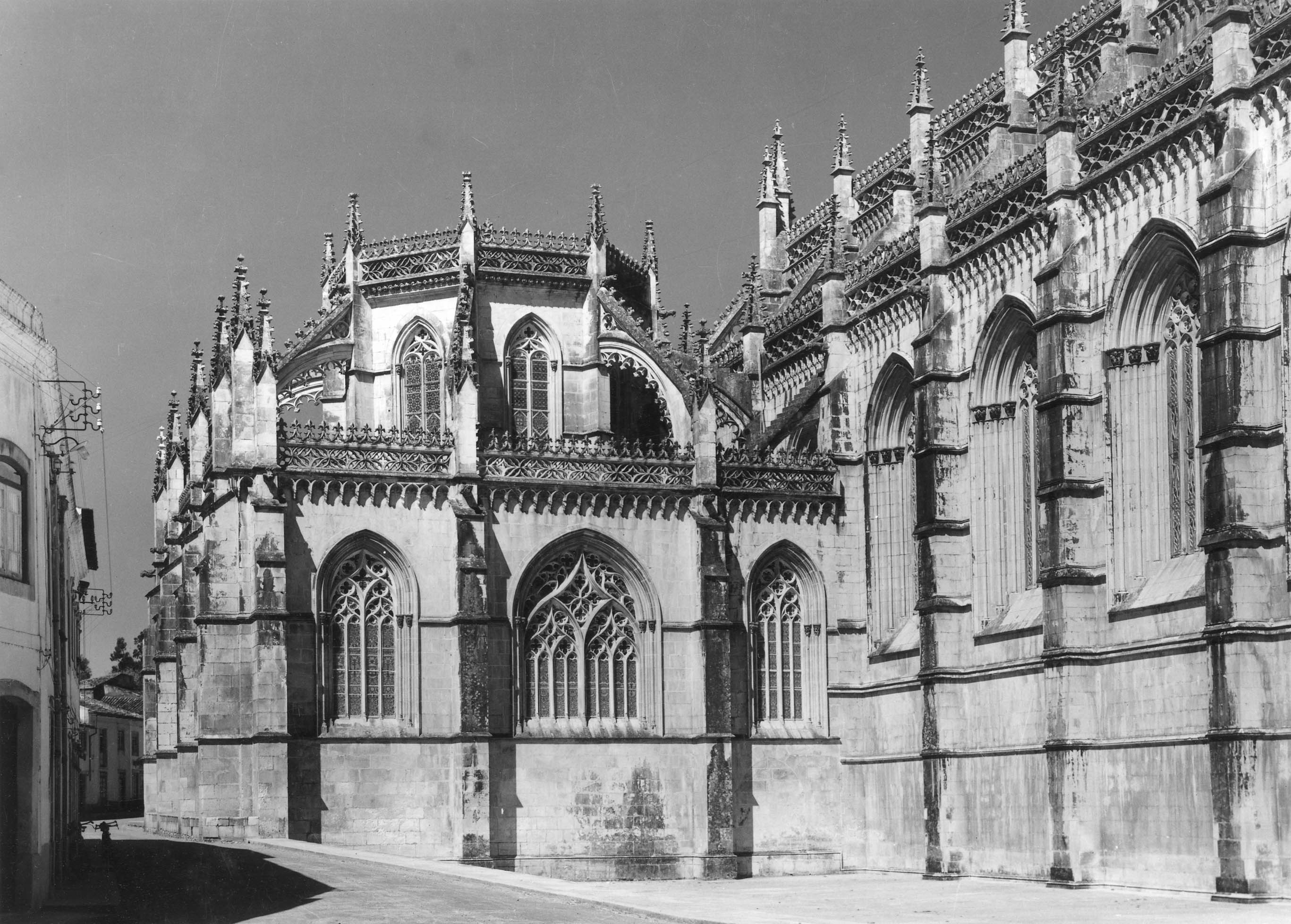
Capela do Fundador
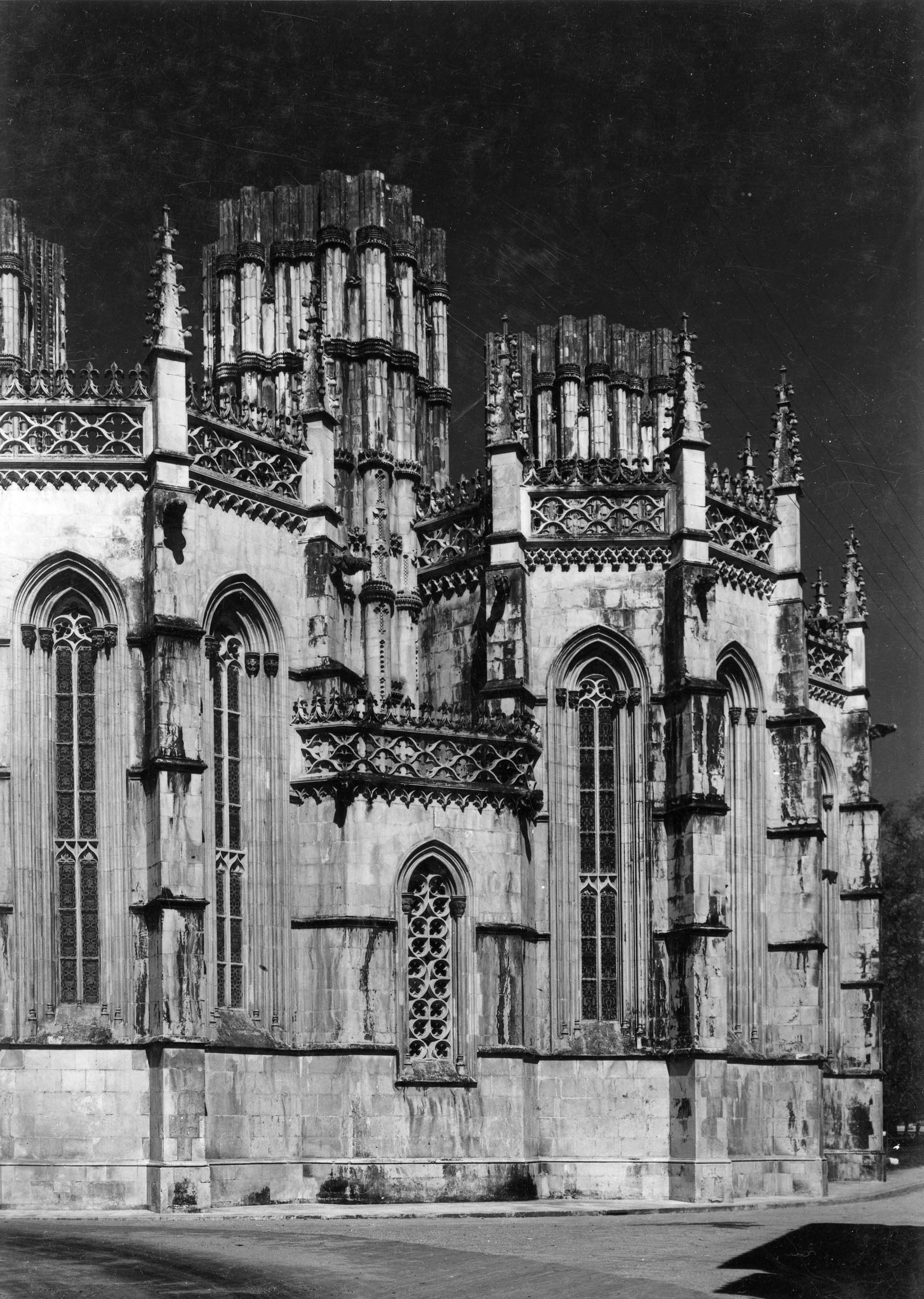
Capelas imperfeitas
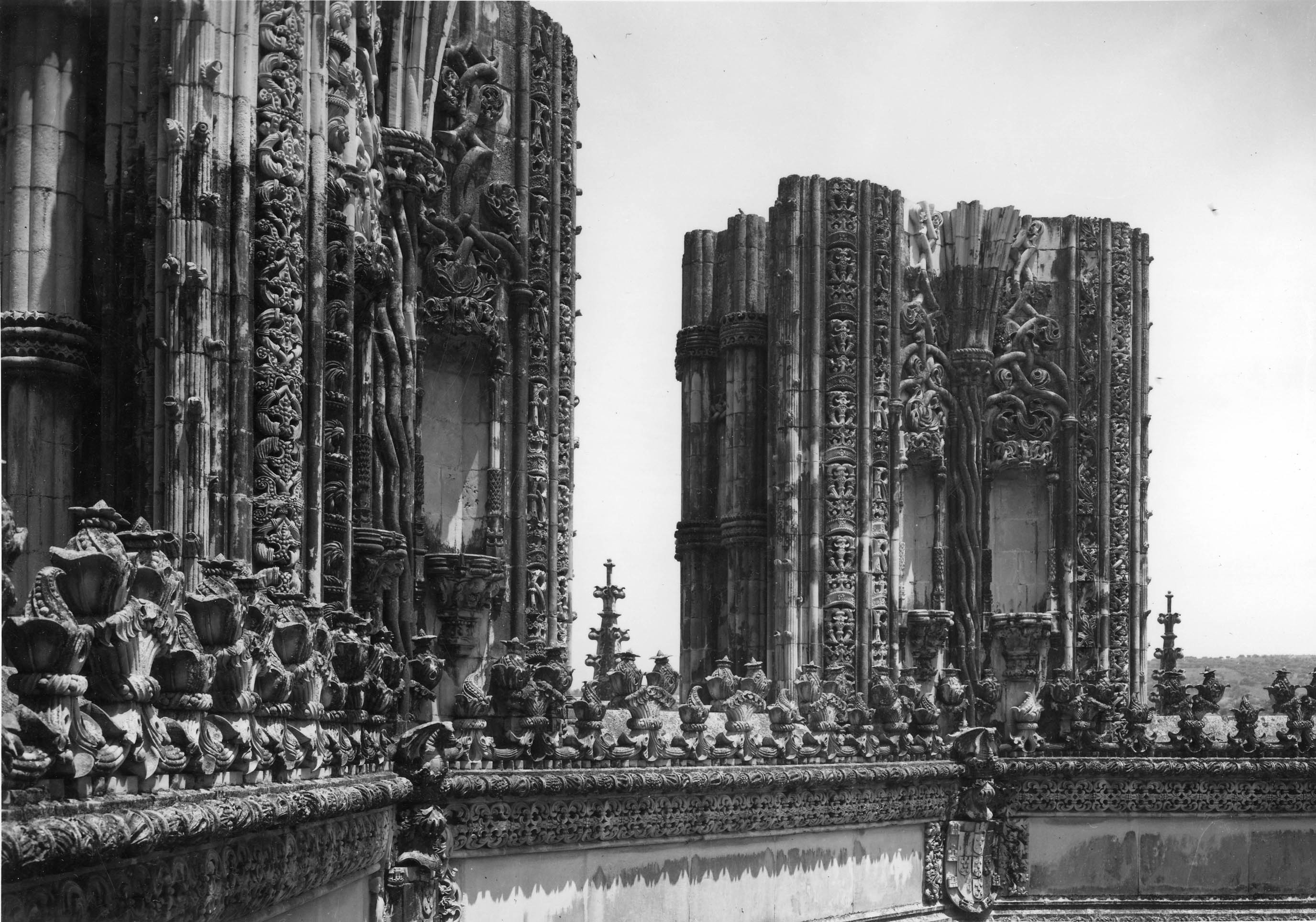
Capelas imperfeitas
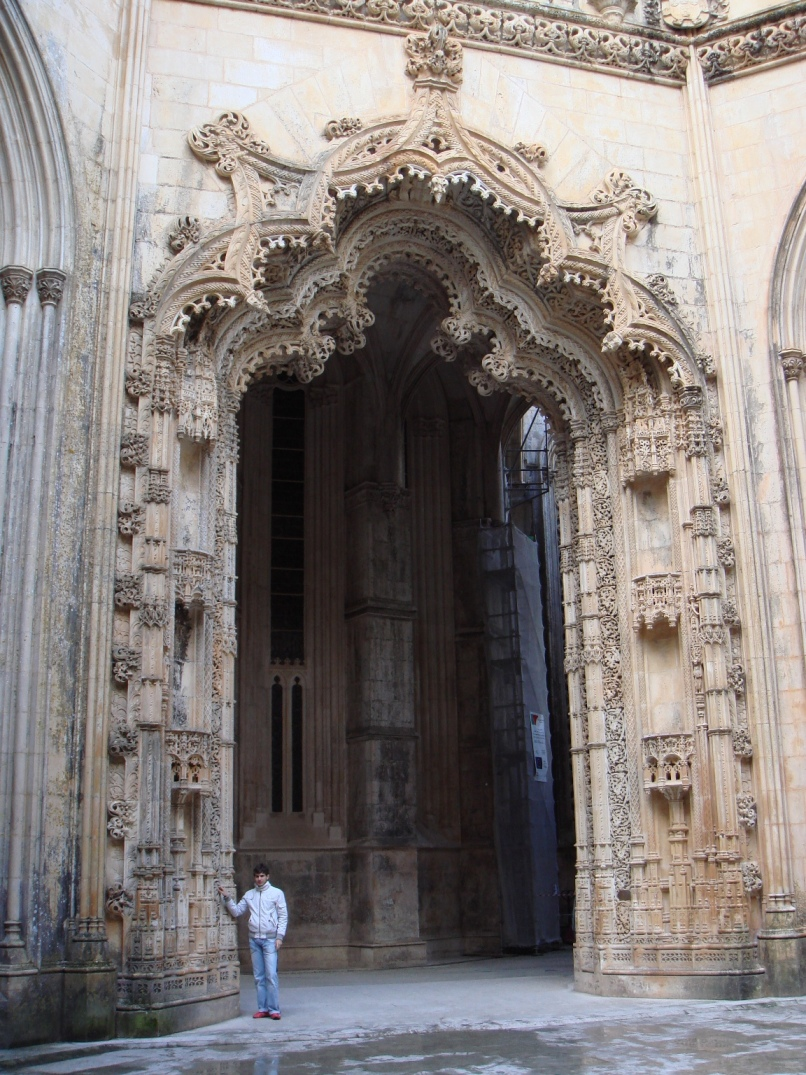
Portal das Capelas Imperfeitas.
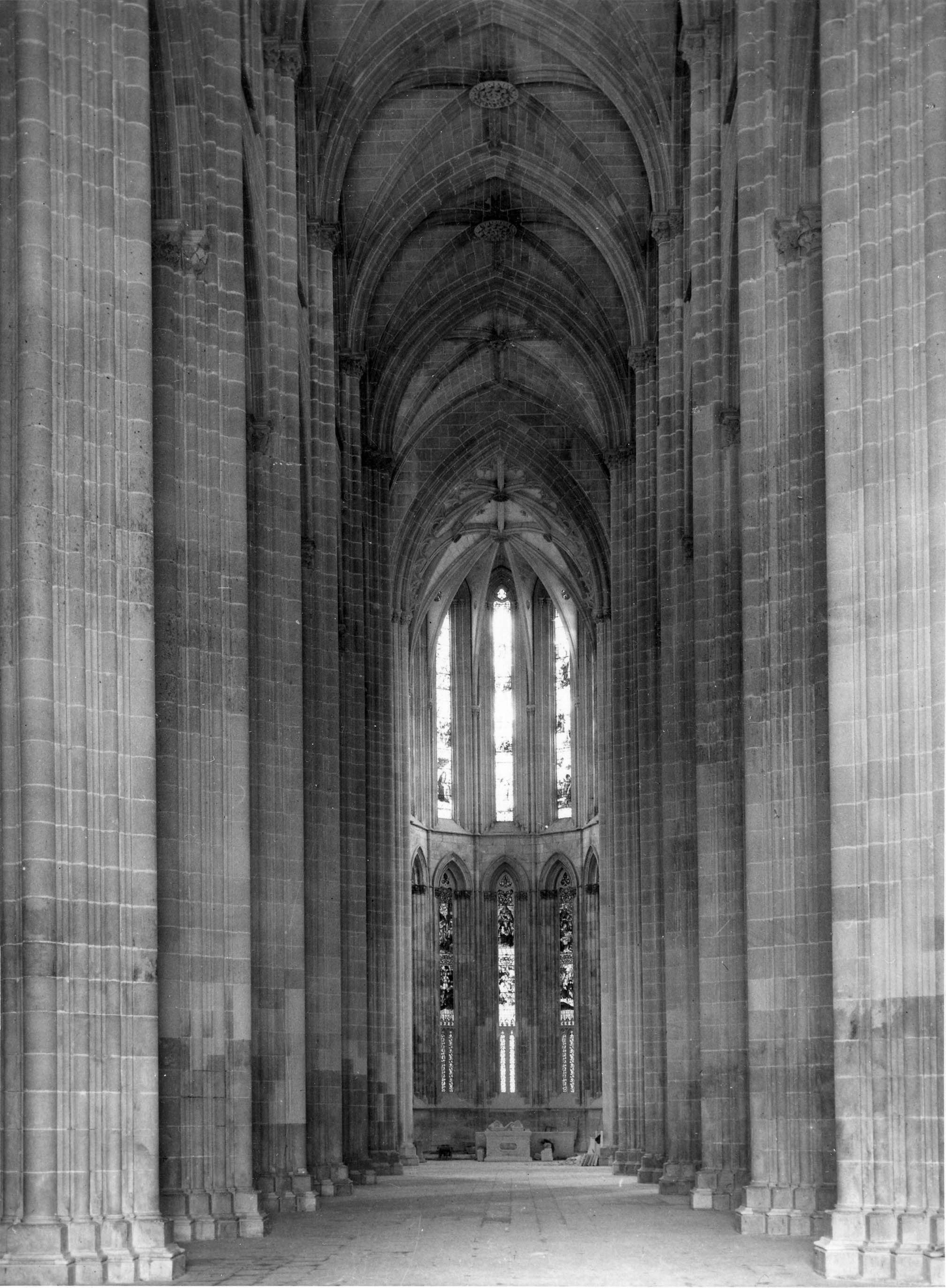
Nave central e Capela-mor
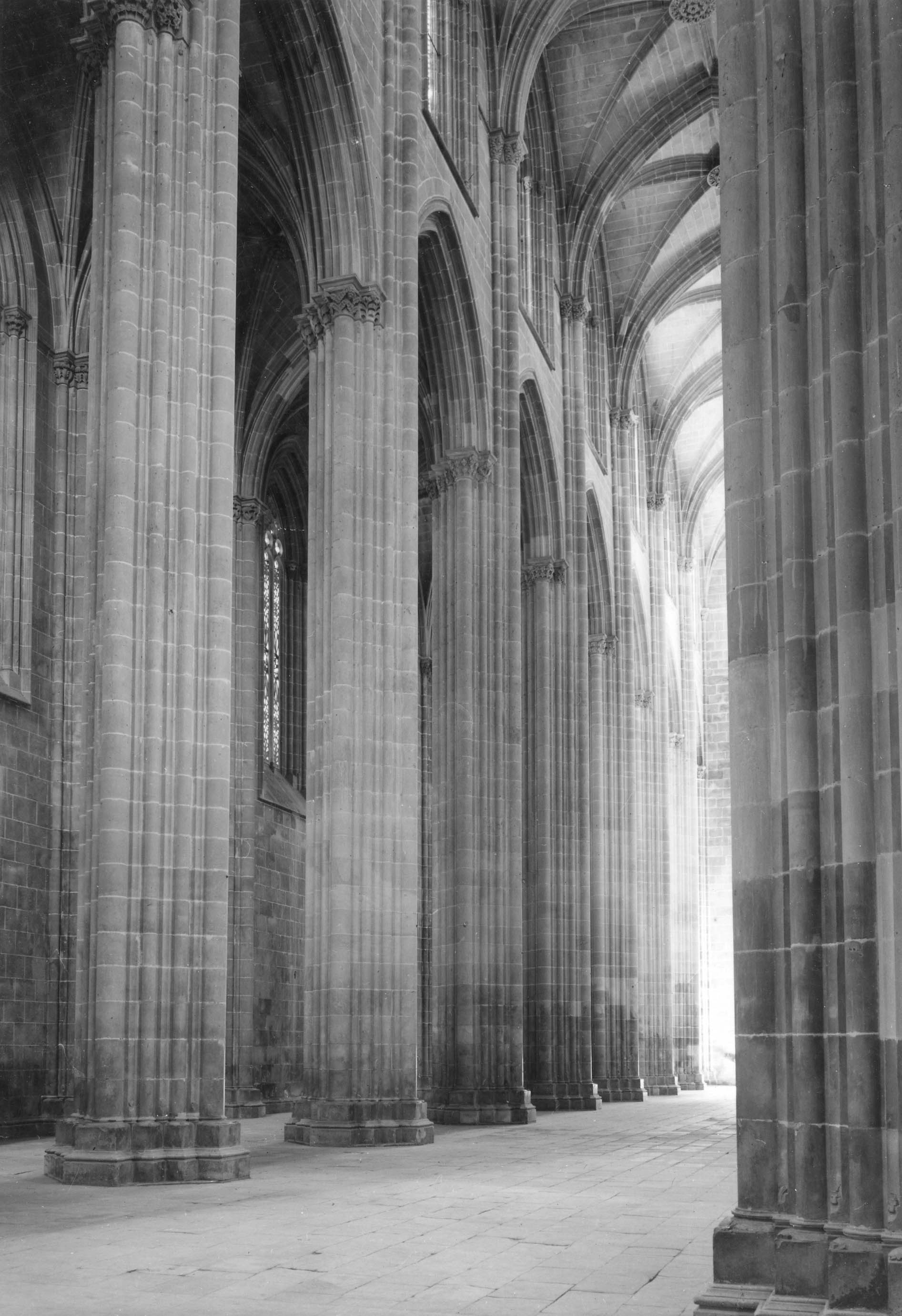
Interior da Igreja
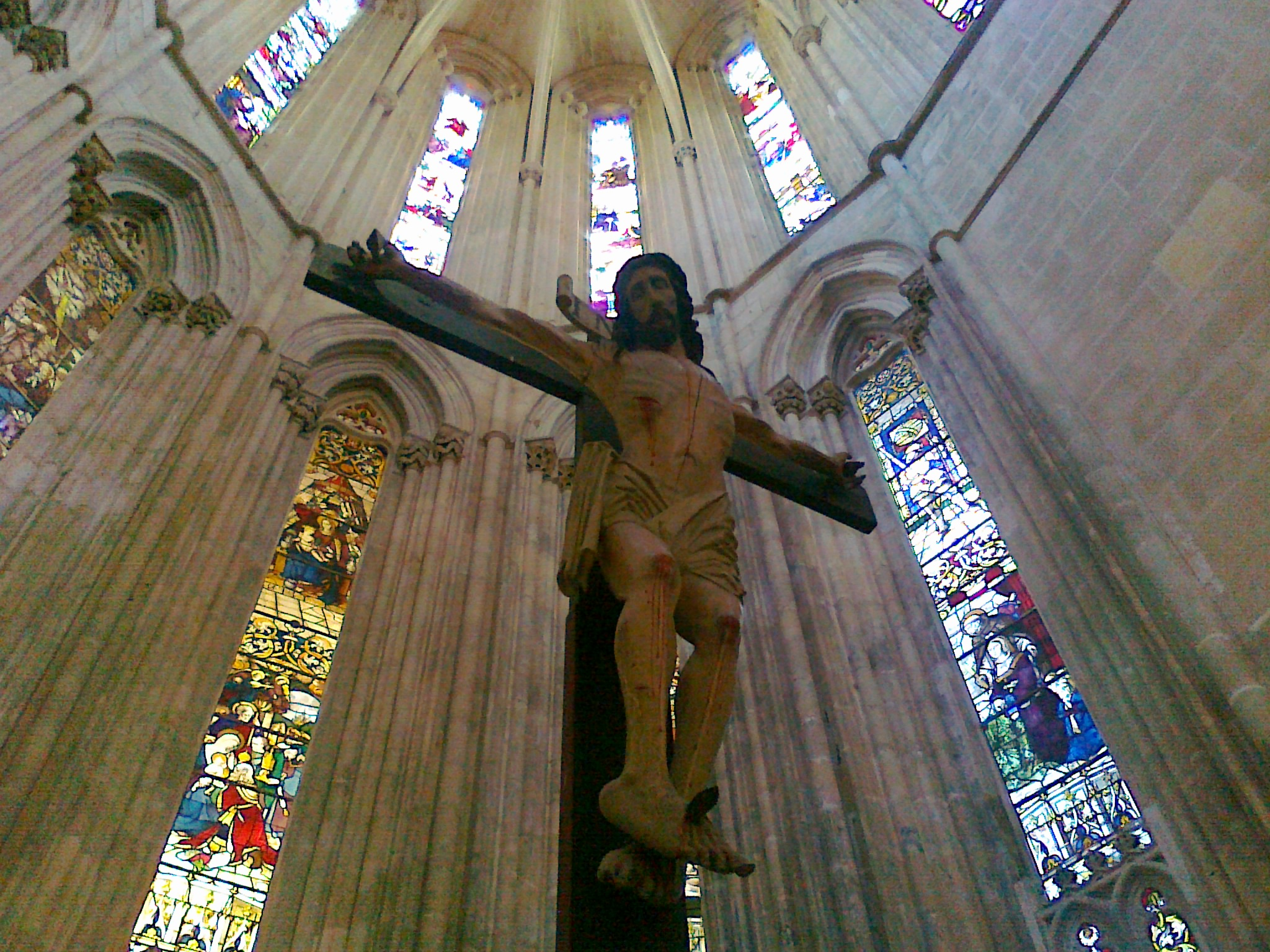
A cruz no cabeço da nave central.
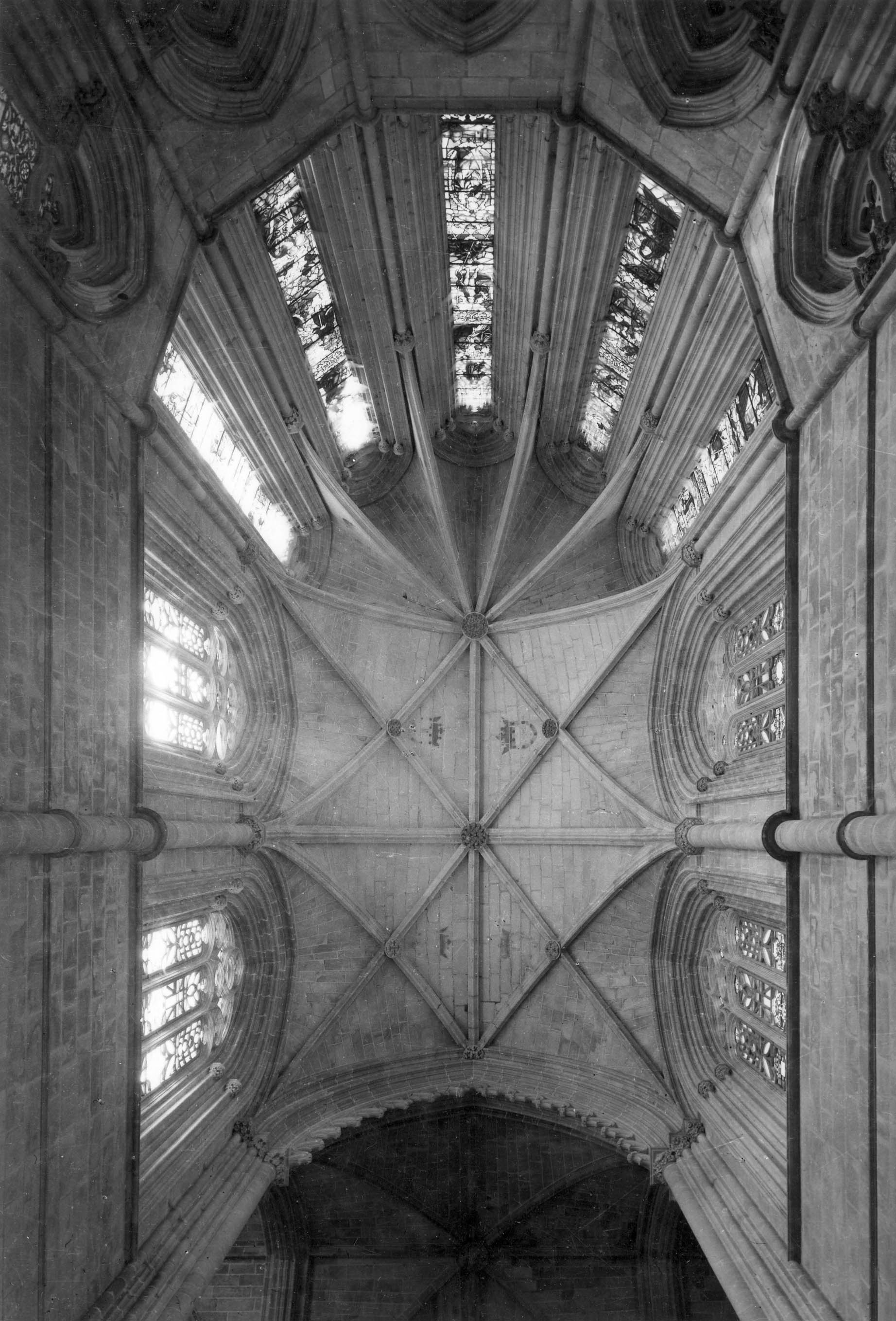
Abóbada da Capela-mor
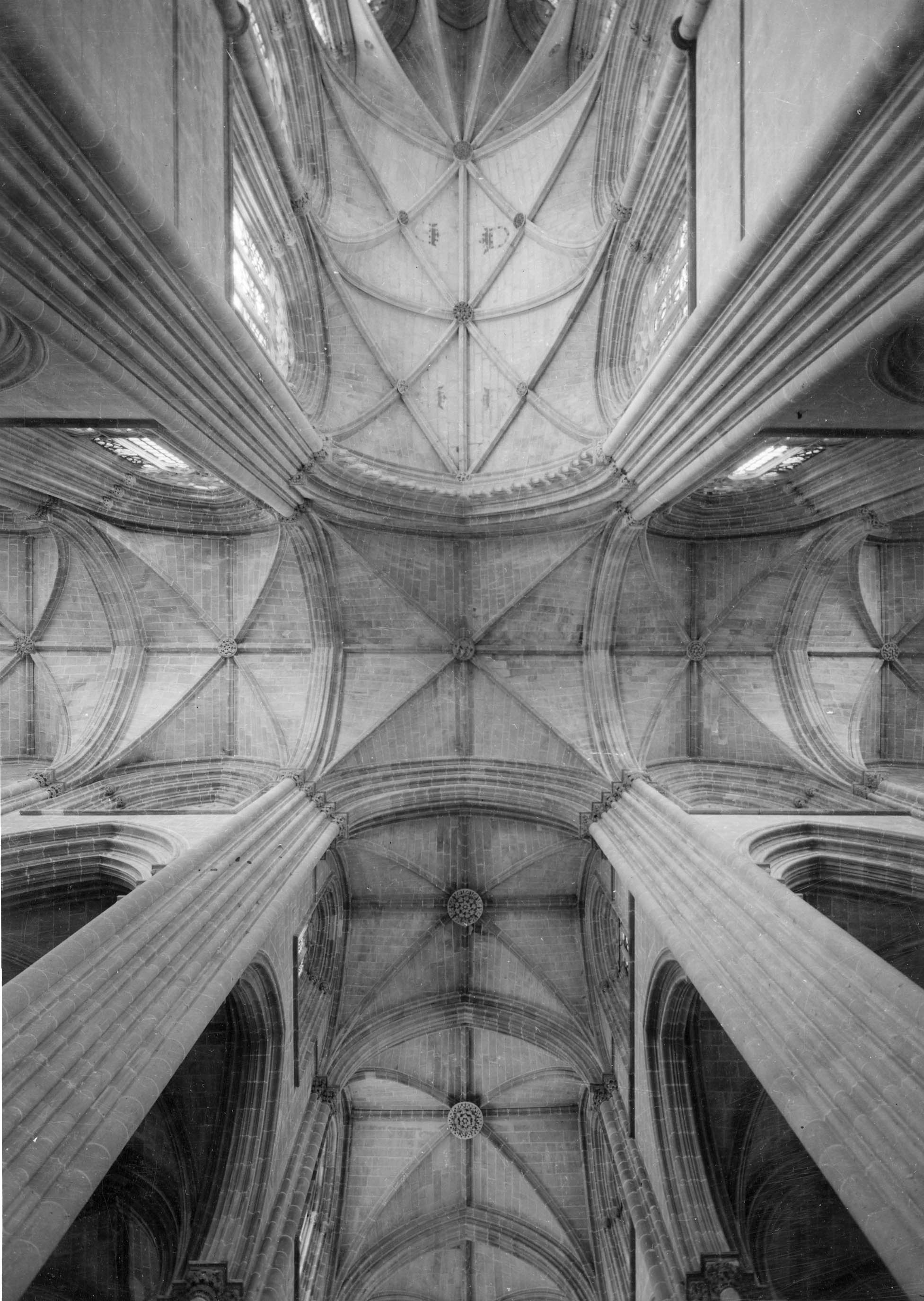
Abóbada
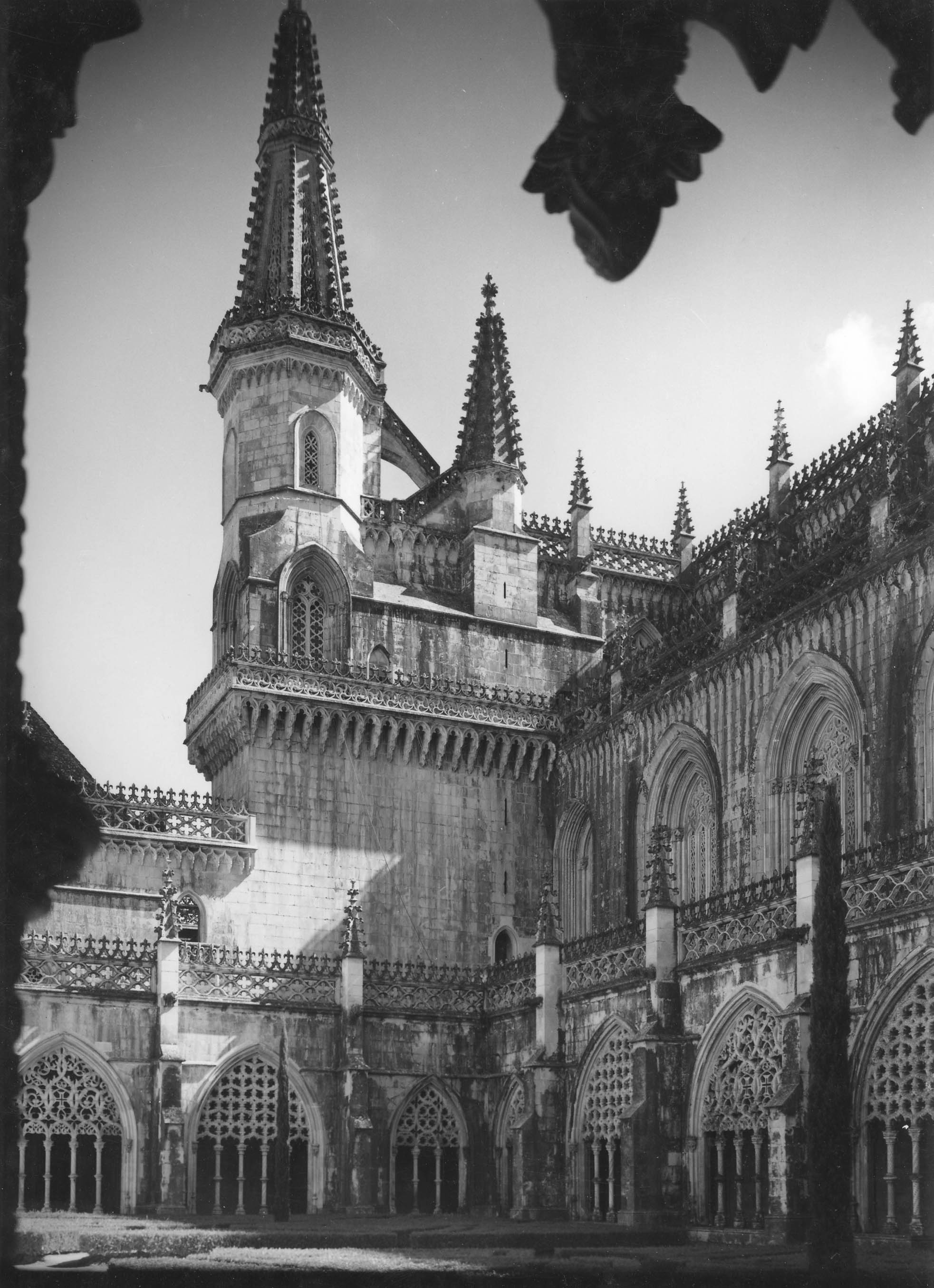
Claustro real
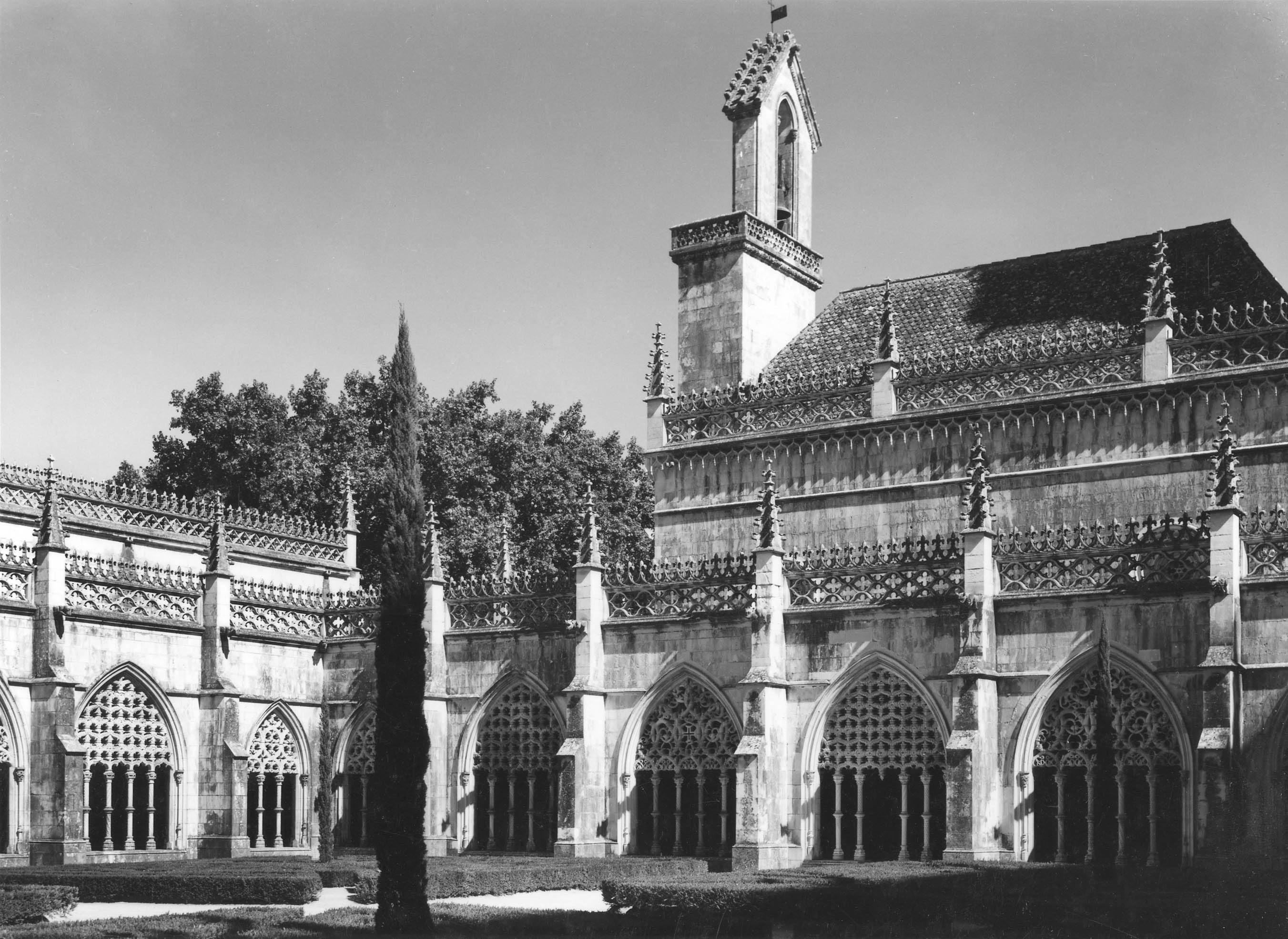
Claustro real
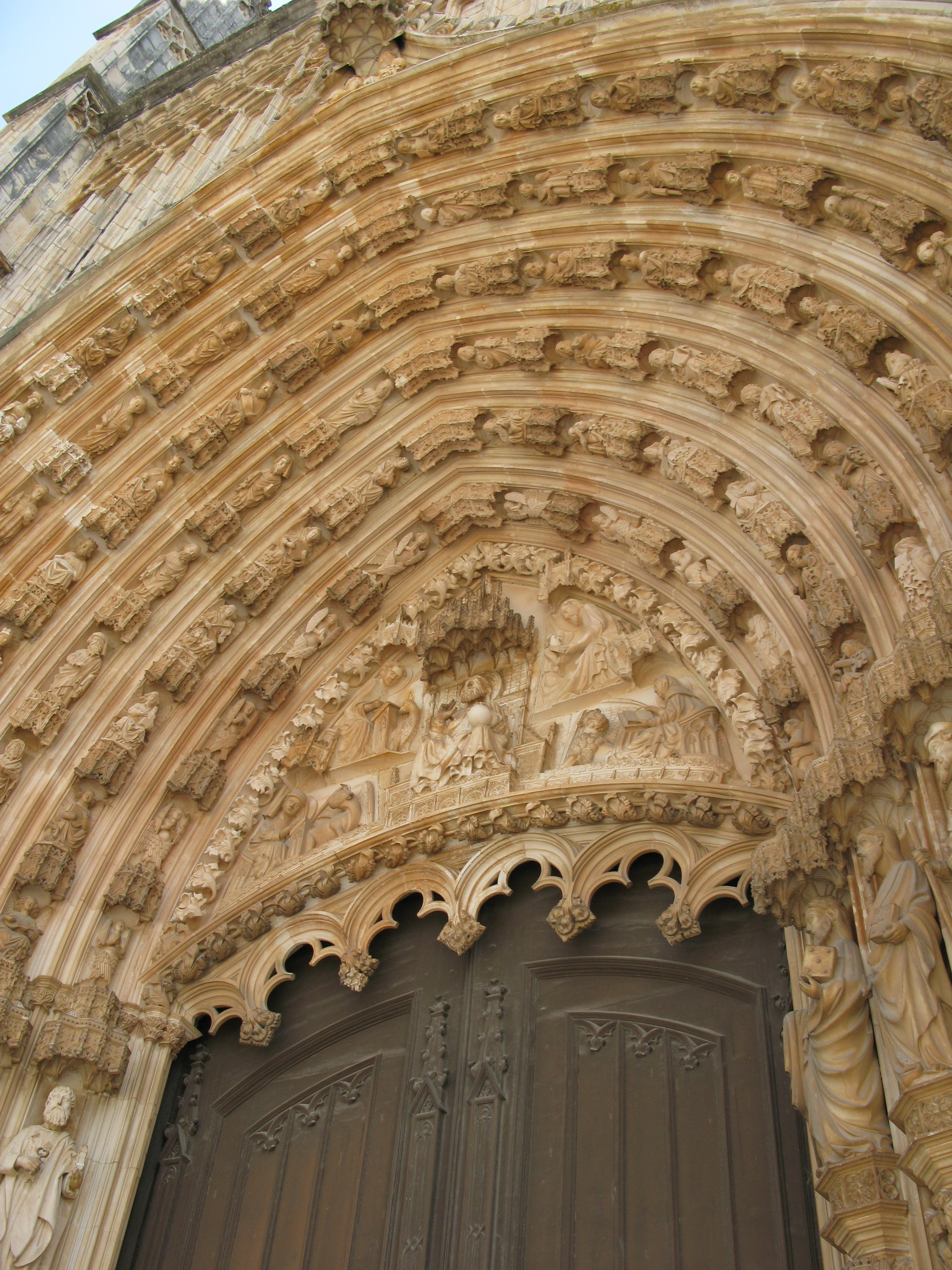
Detalhe da porta principal com tímpano e arquivoltas.
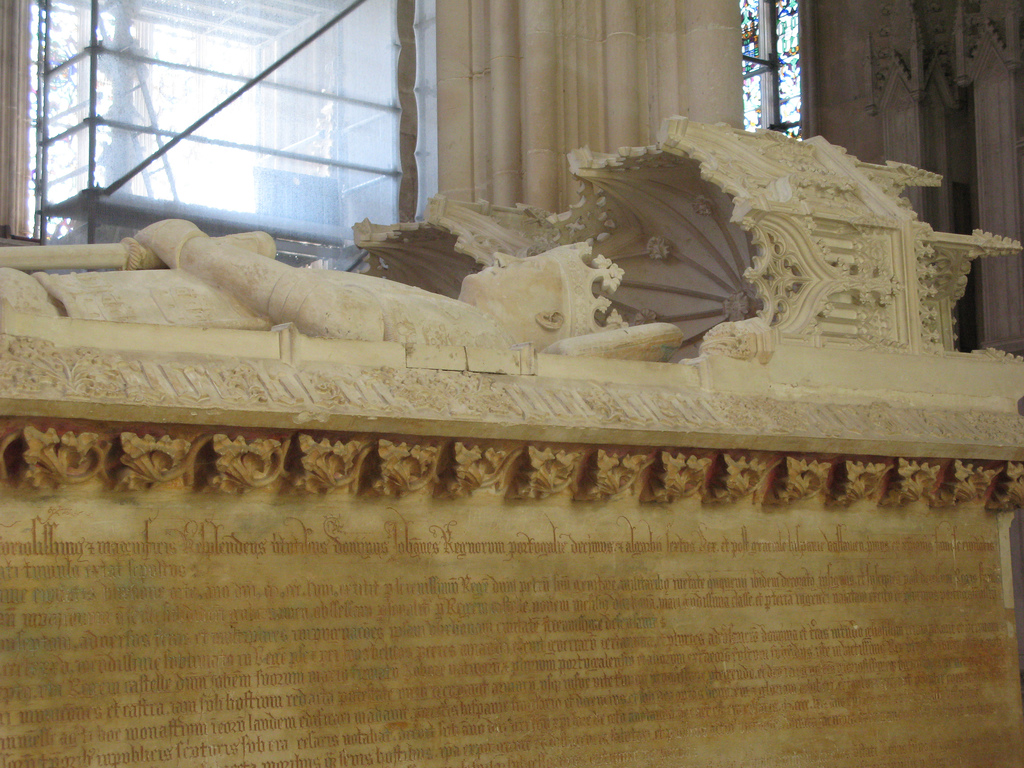
Túmulo do Rei João I.